# Biserica reformată din Papiu Ilarian

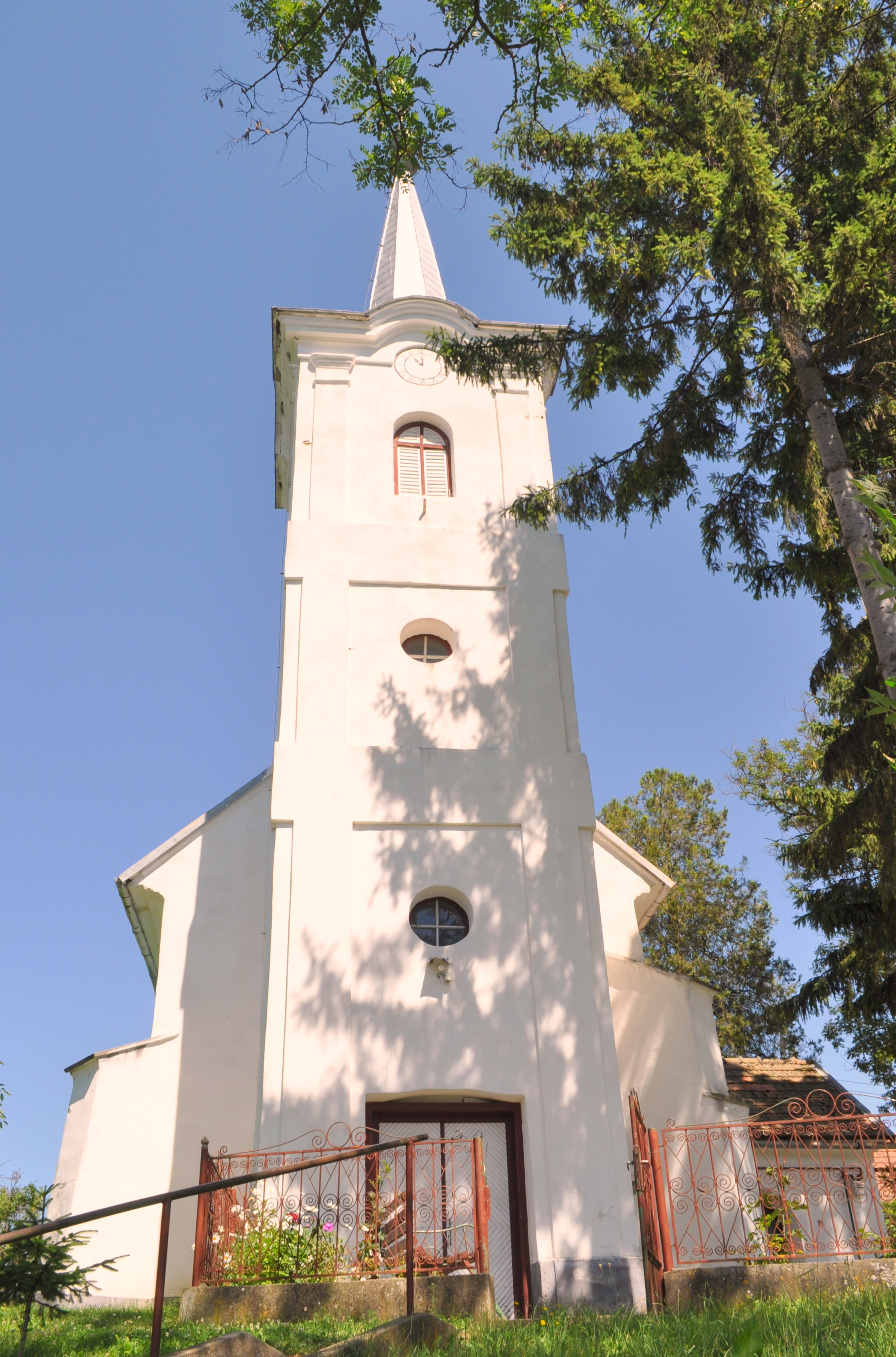
Biserica reformată din Papiu Ilarian, comuna Papiu Ilarian, județul Mureș, foto: iulie 2015.

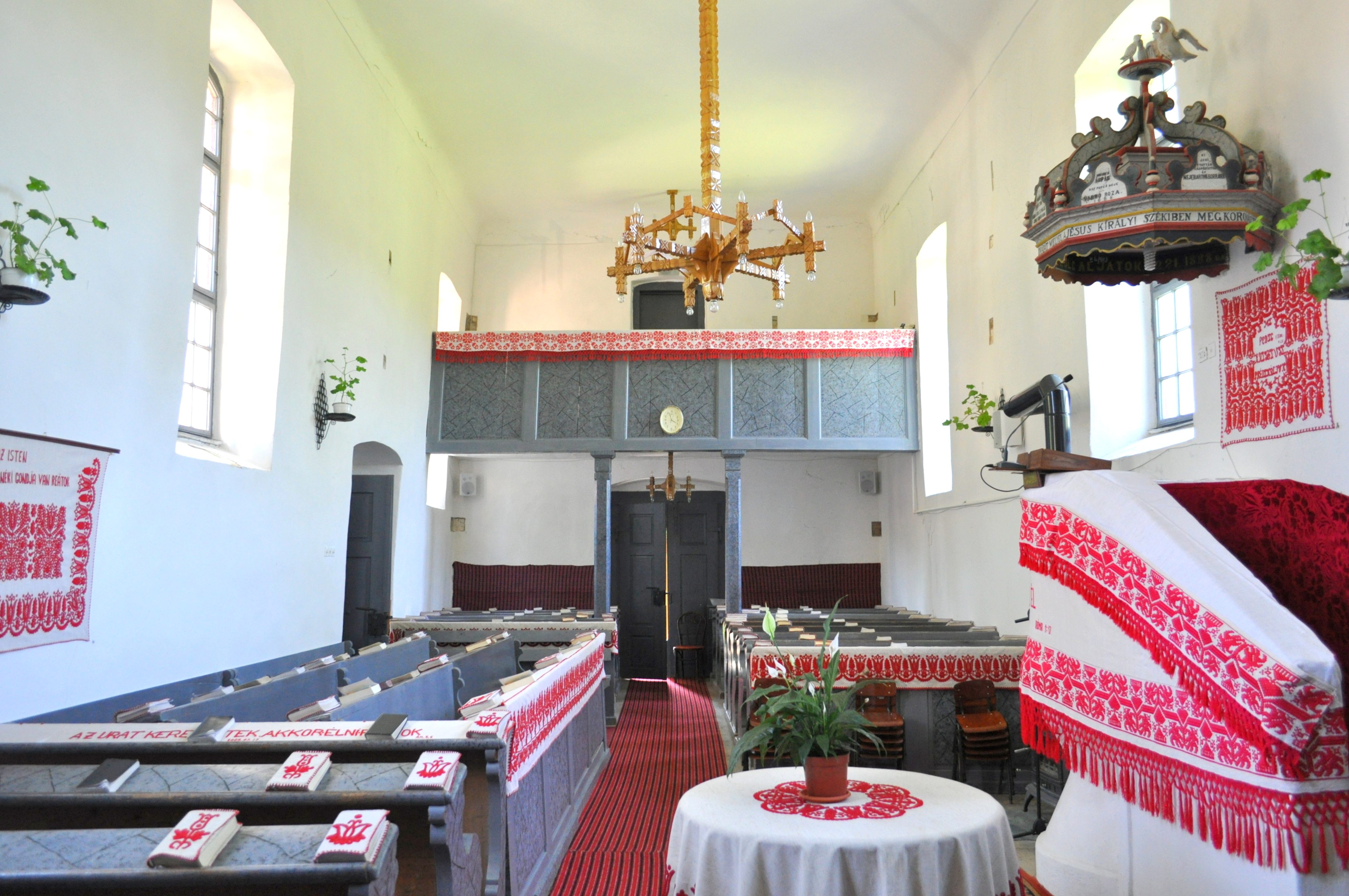
Interiorul navei

Biserica reformată din Papiu Ilarian (Budiu de Câmpie), comuna Papiu Ilarian, județul Mureș, datează de la începutul secolului al XIV-lea. Biserica se află pe noua listă a monumentelor istorice sub codul LMI:  MS-II-m-A-15742. 

## Localitatea
Papiu Ilarian, mai demult Budiul de Câmpie, (în maghiară Mezőbodon, în germană Boden) este satul de reședință al comunei cu același nume din județul Mureș, Transilvania, România. Numele așezării a fost menționat pentru prima dată în registrul dijmelor papale din 1334 sub numele Budun.

## Biserica
Nu știm prea multe despre biserica parohială inițială (menționată în documentul din 1334), deoarece a fost reconstruită în secolul al XV-lea. Cele două desene în creion ale lui László Debreczeni înfățișează mica biserică gotică, cu rame sculptate pentru uși, ferestre zvelte și sanctuar cu mai multe arcade. S-a păstrat și o descriere exactă a clopotniței. În 1888 a fost reconstruită și această biserică. În locul vechii clopotnițe a fost construit un turn care găzduiește două clopote. Clopotul mic, cu o greutate de 96 kg, a fost turnat în 1923, iar clopotul mare, cu o greutate de 403 kg, în 1957.
Orga bisericii este opera lui Péter Bodor (constructorul fântânii Bodor din Târgu Mureș) din 1846. Construită inițial pe șase registre, doar trei mai sunt acum intacte, dar încă funcționale și utilizabile.

## Imagini din exterior

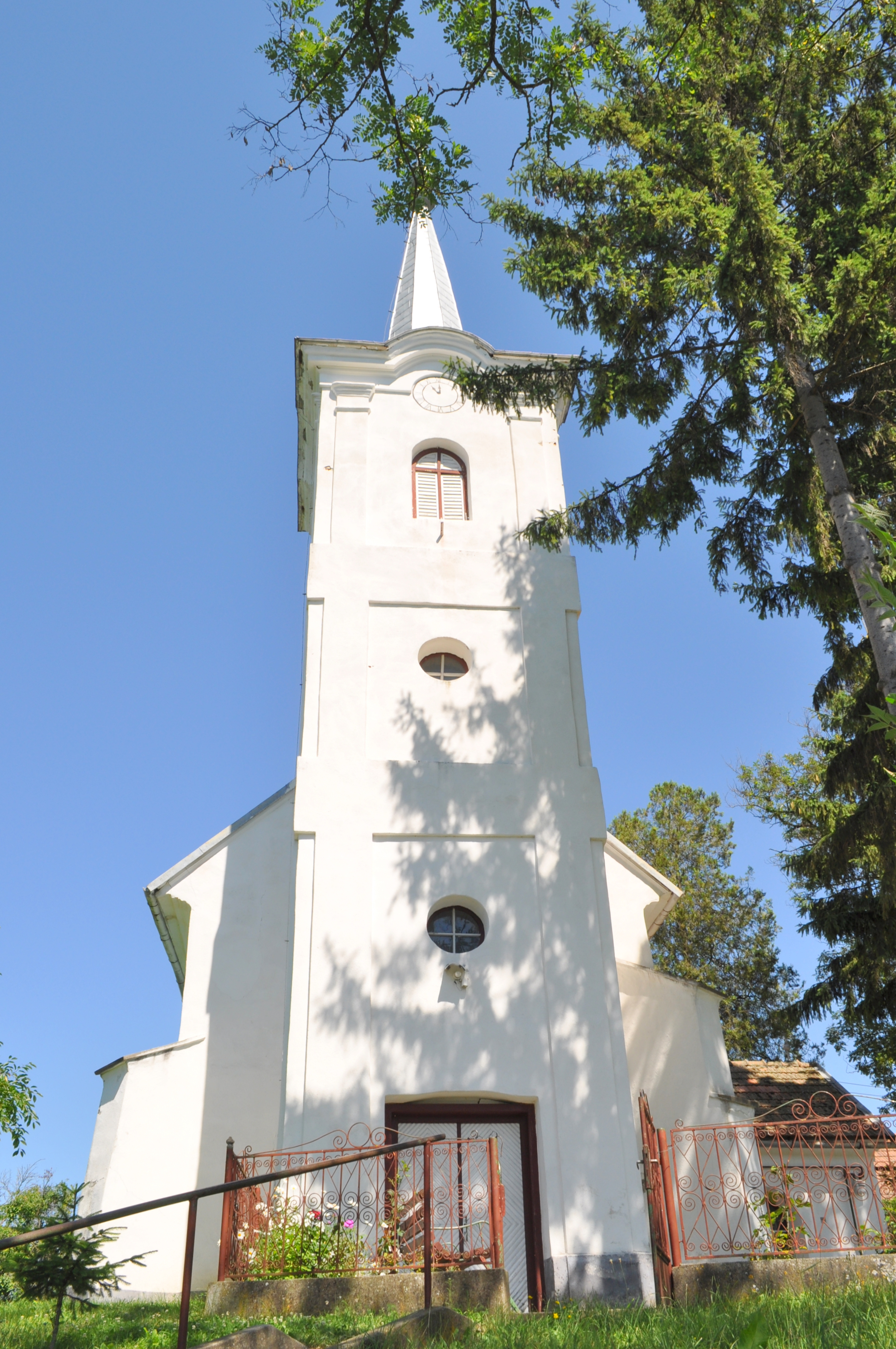
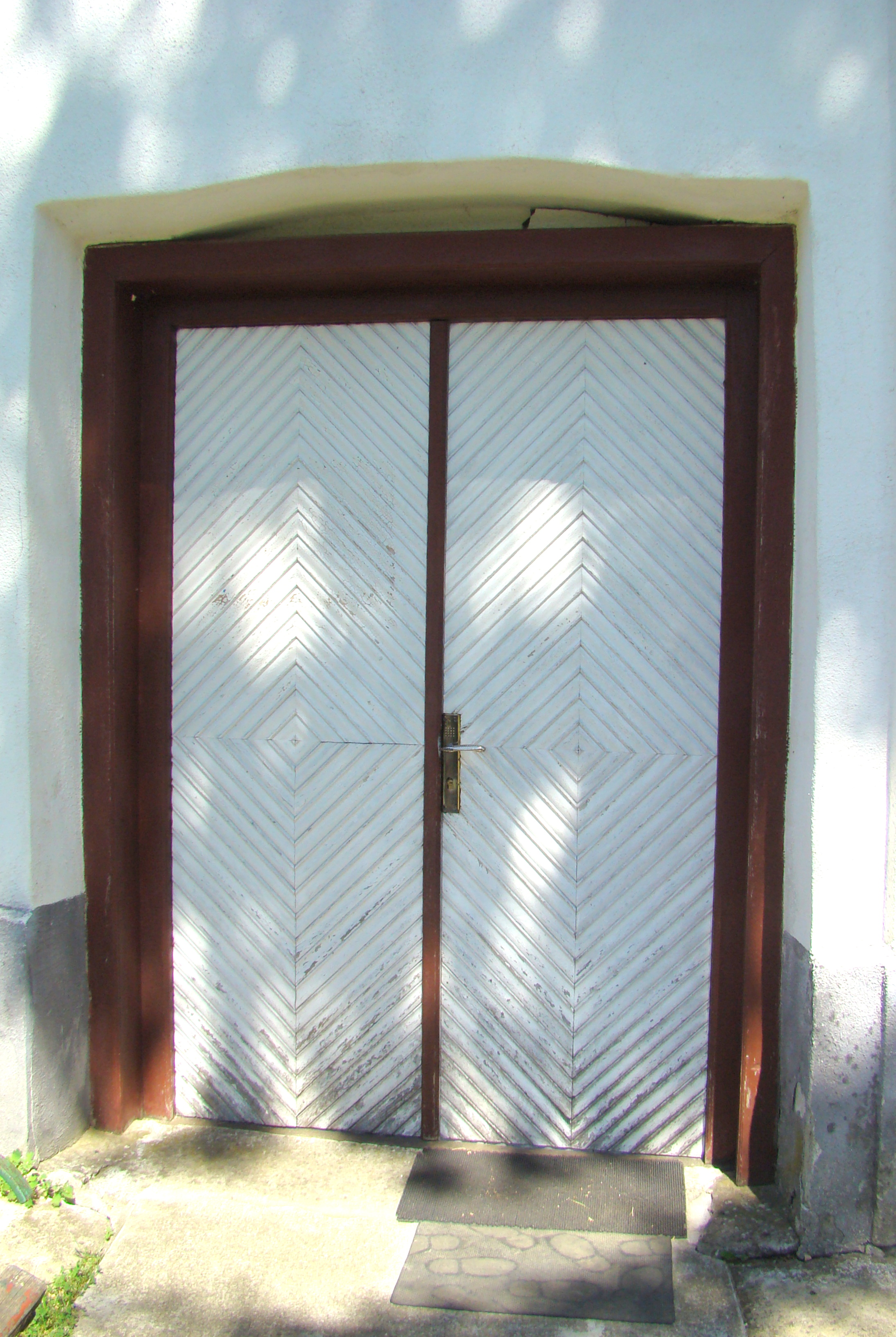
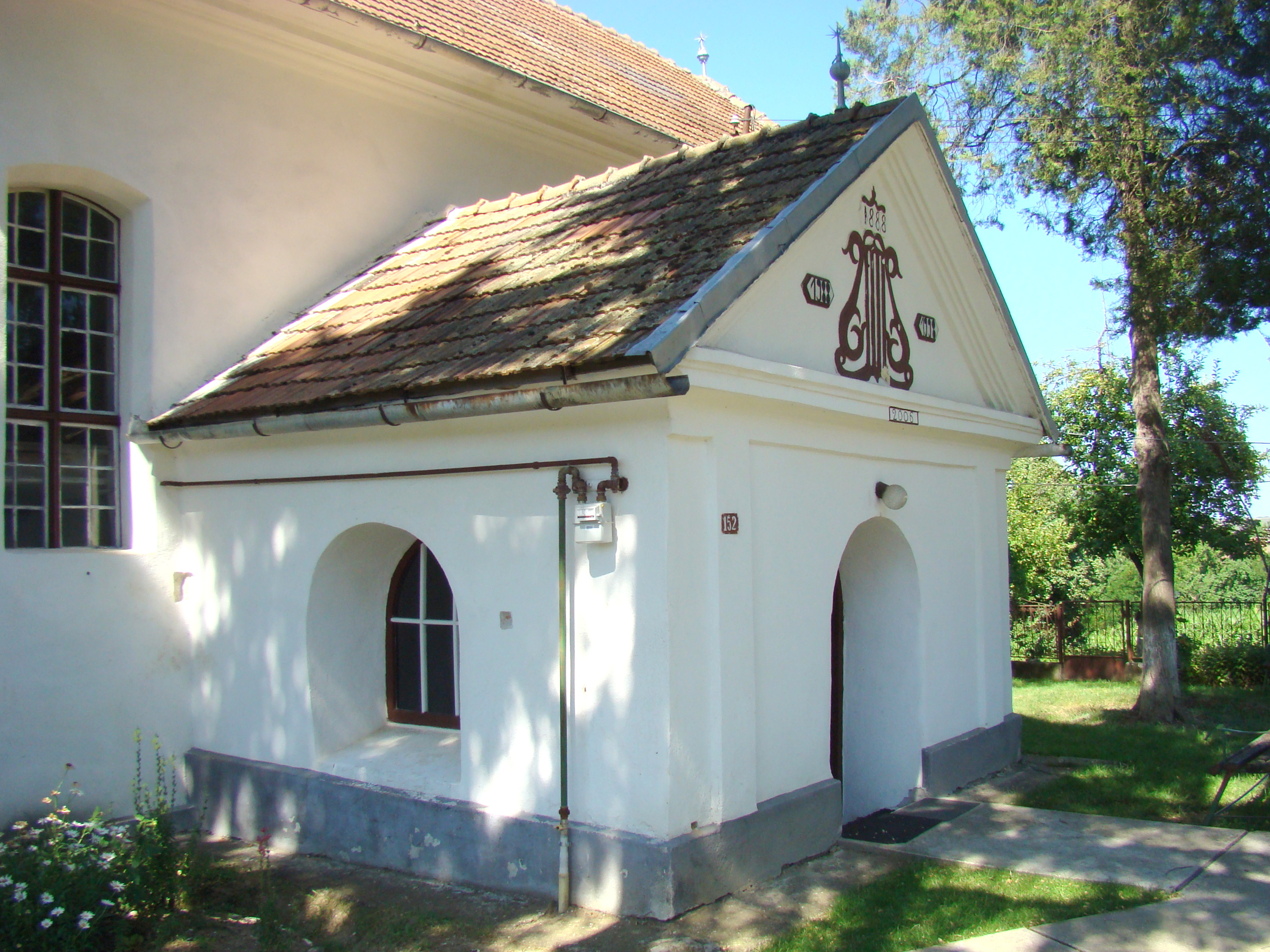
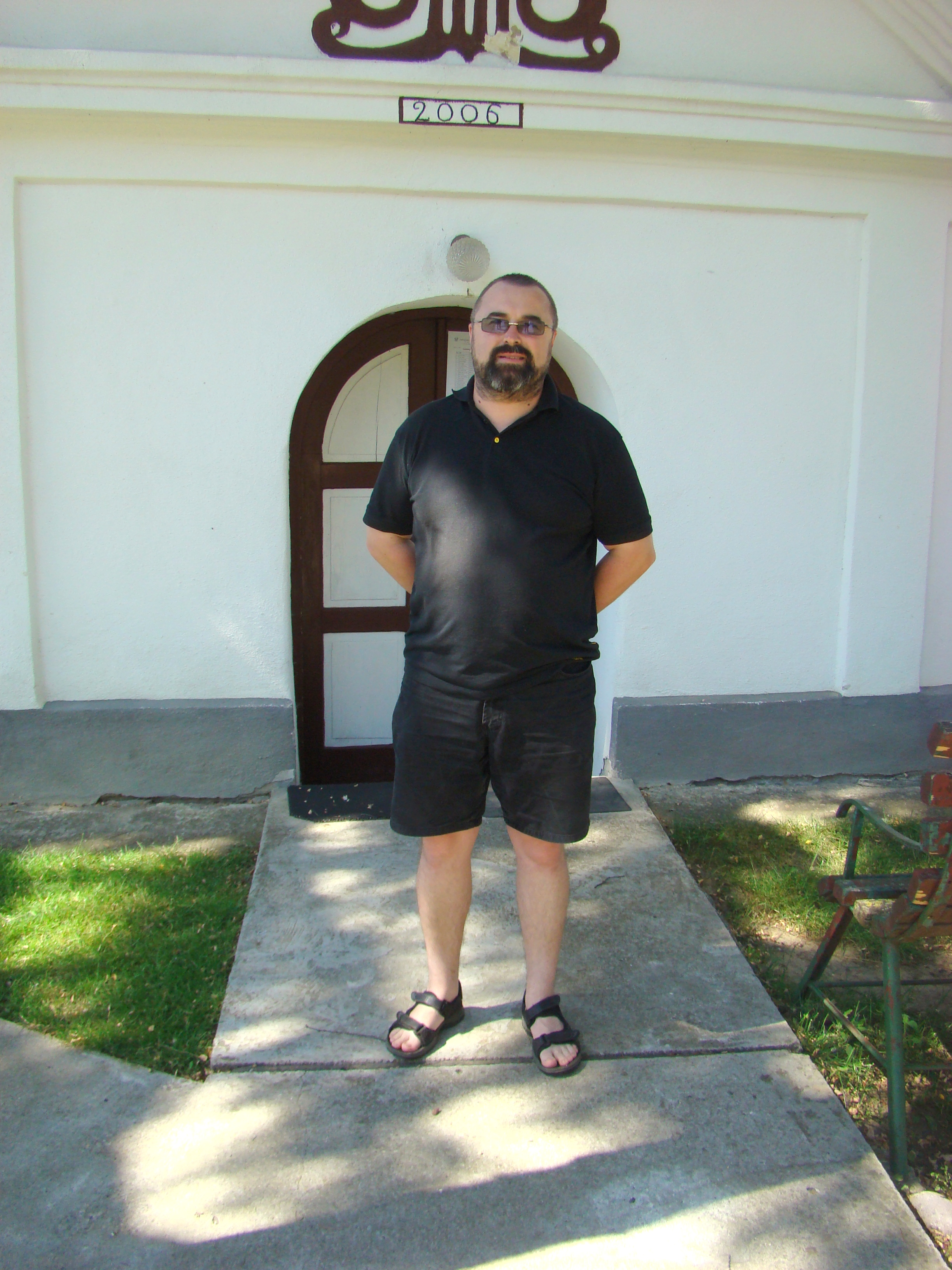
Pastorul reformat din parohia Papiu Ilarian: Szántó Mihály
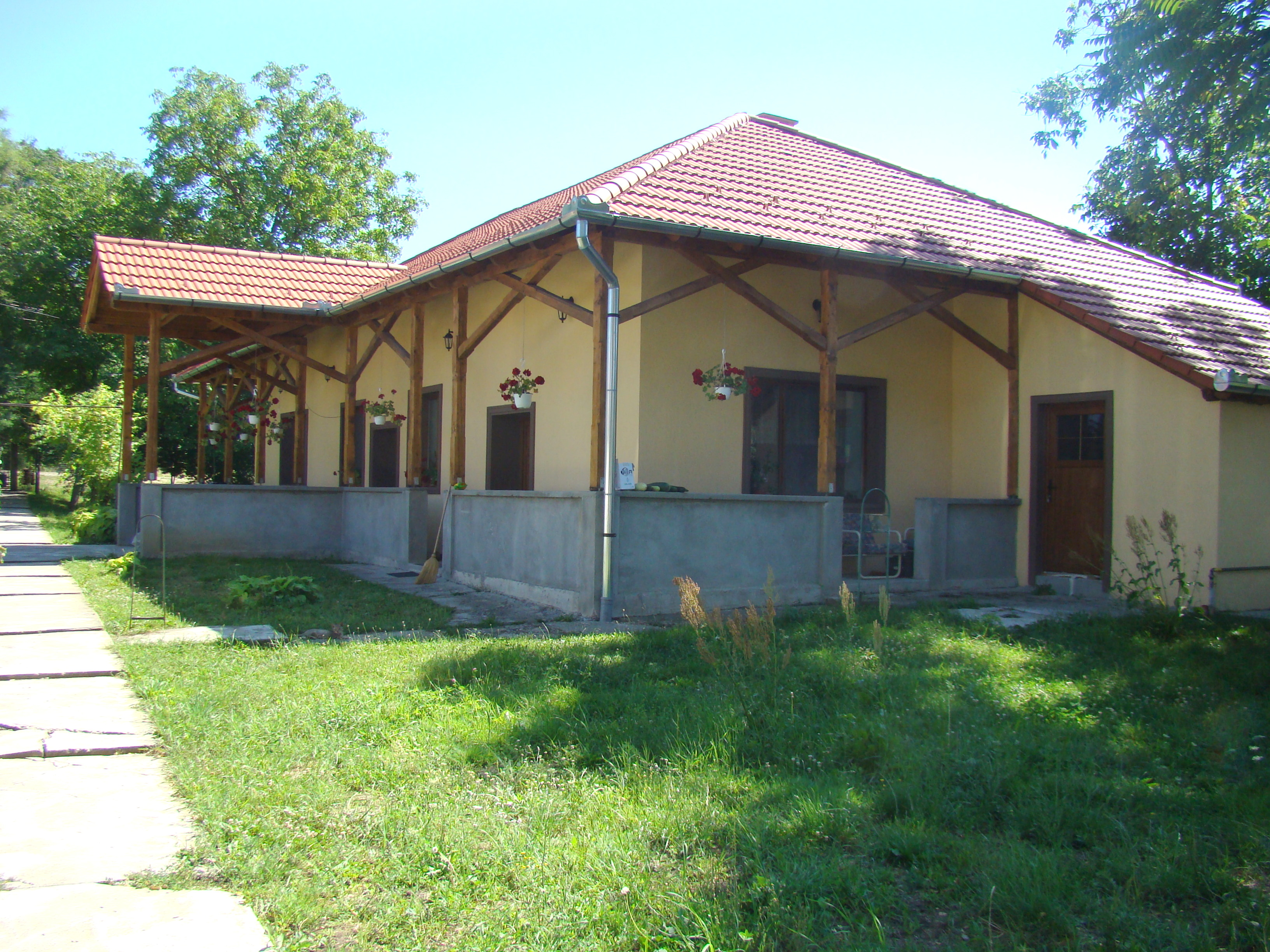
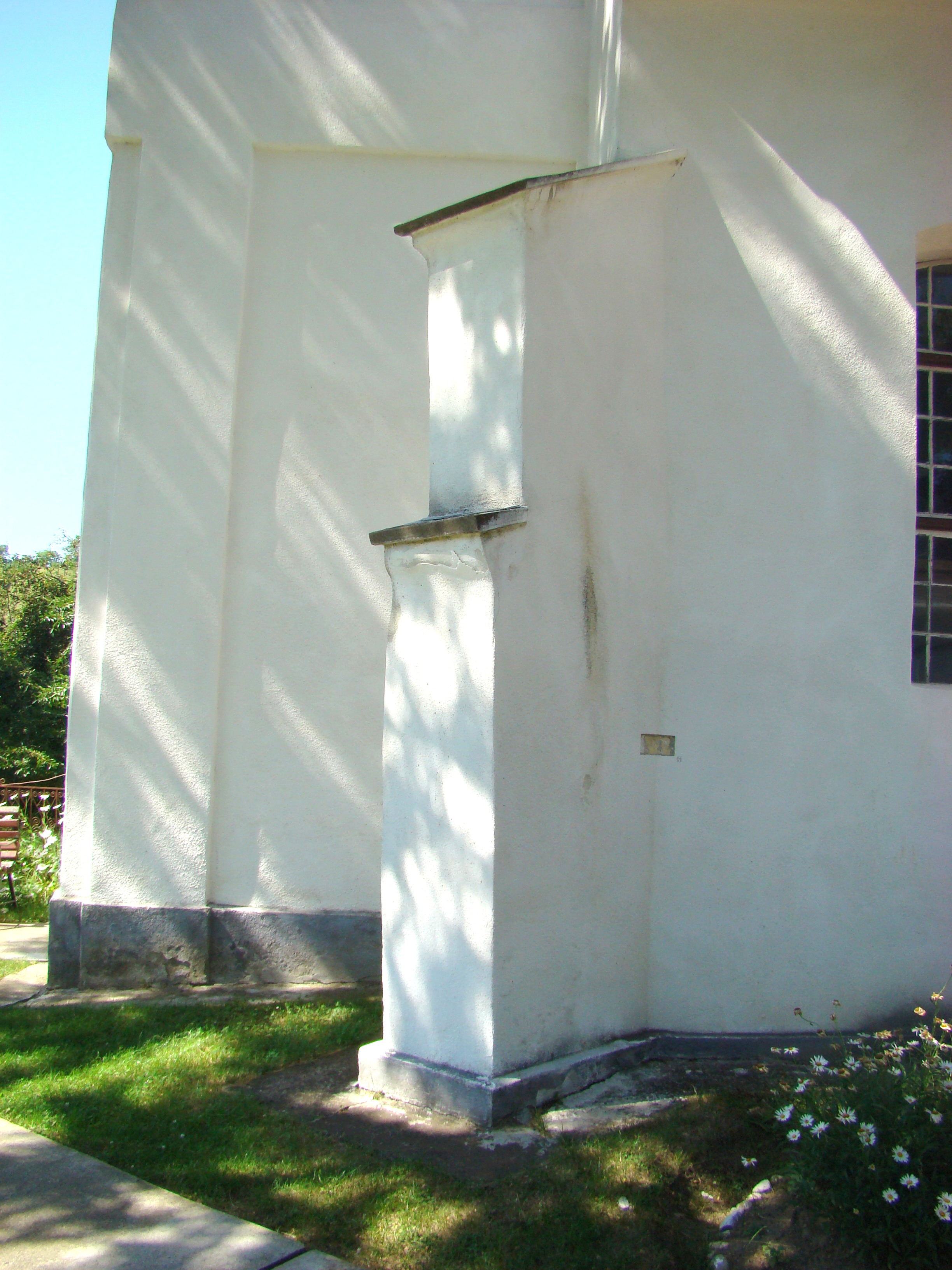
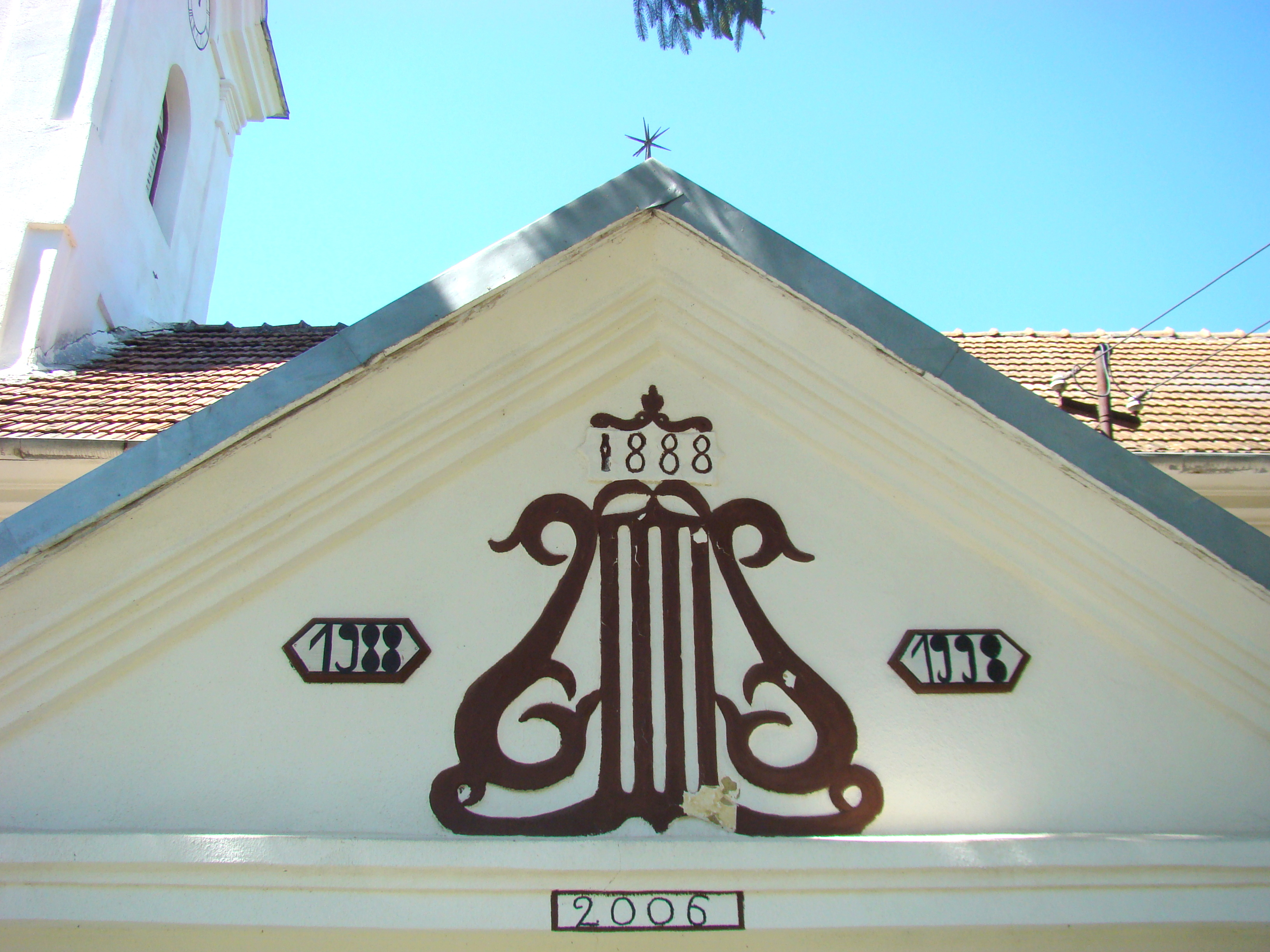
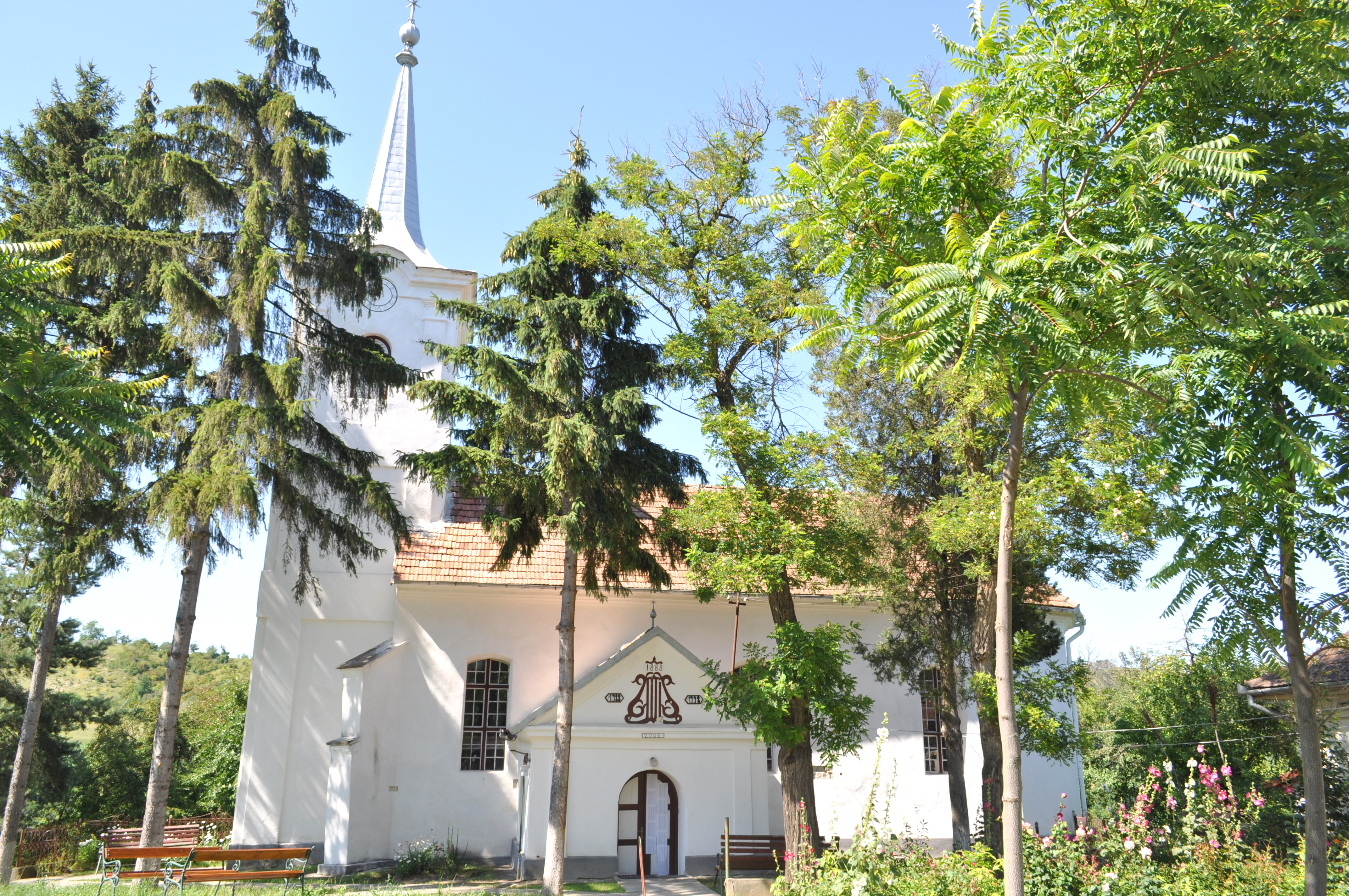
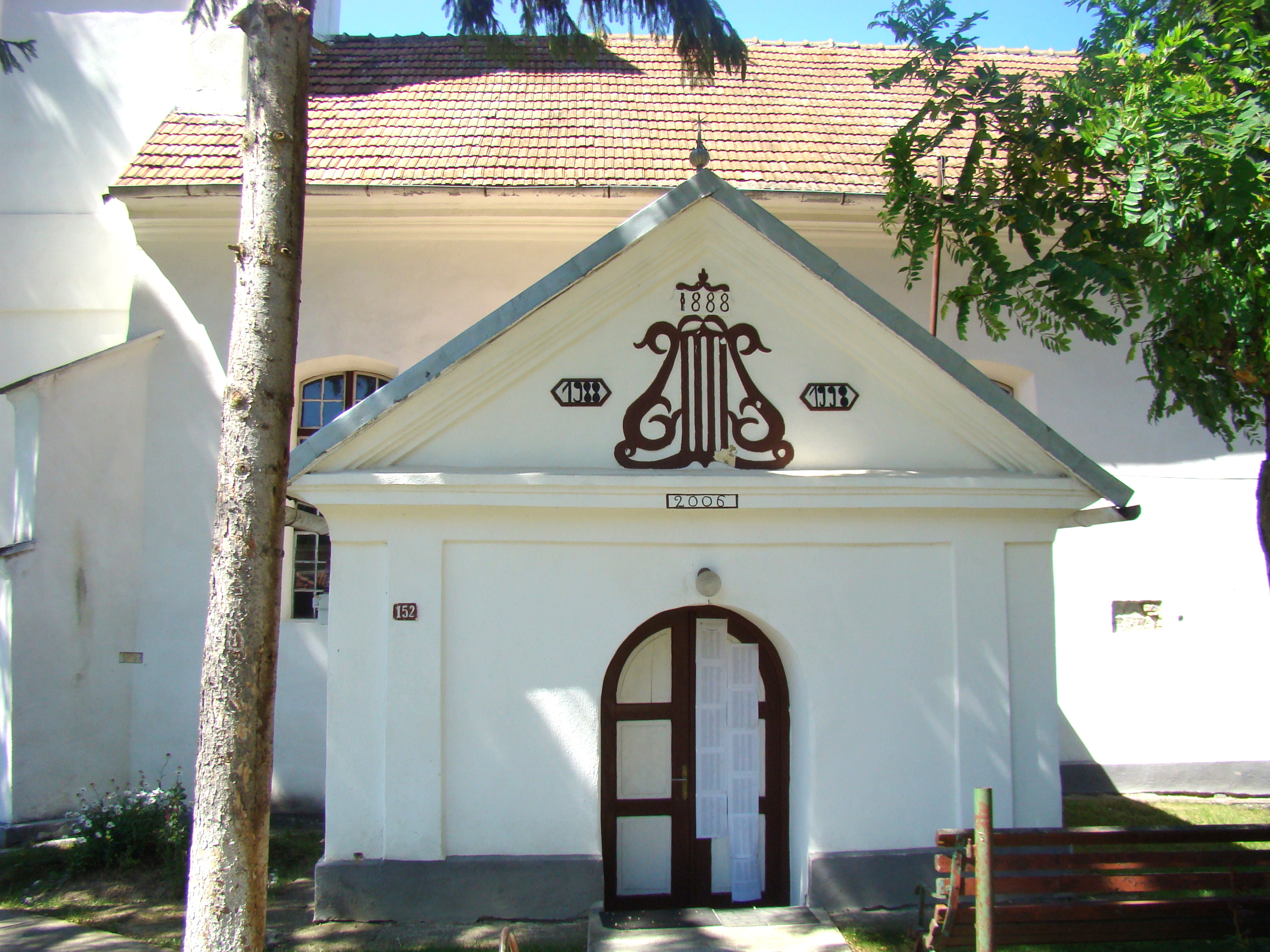
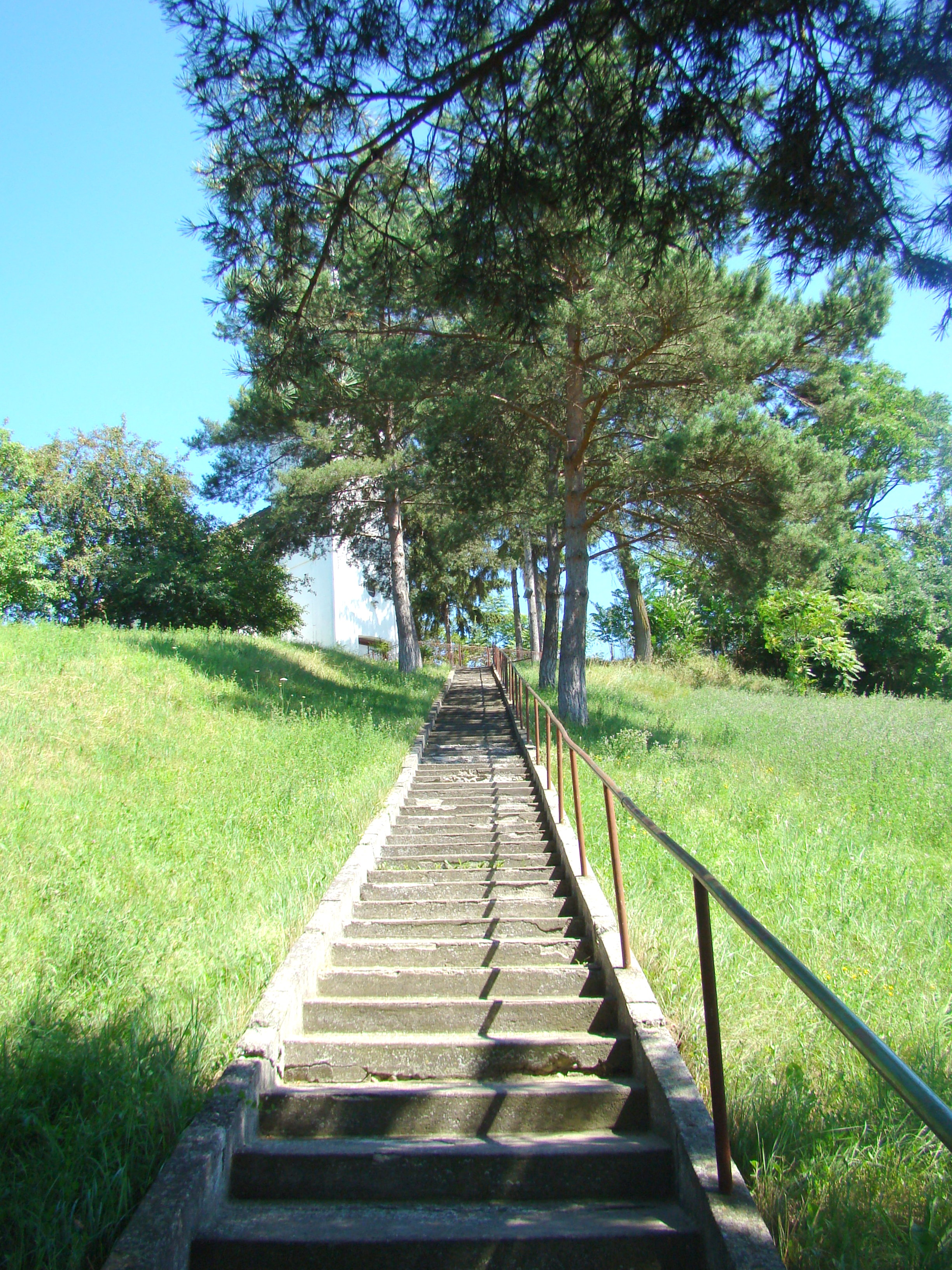

## Imagini din interior

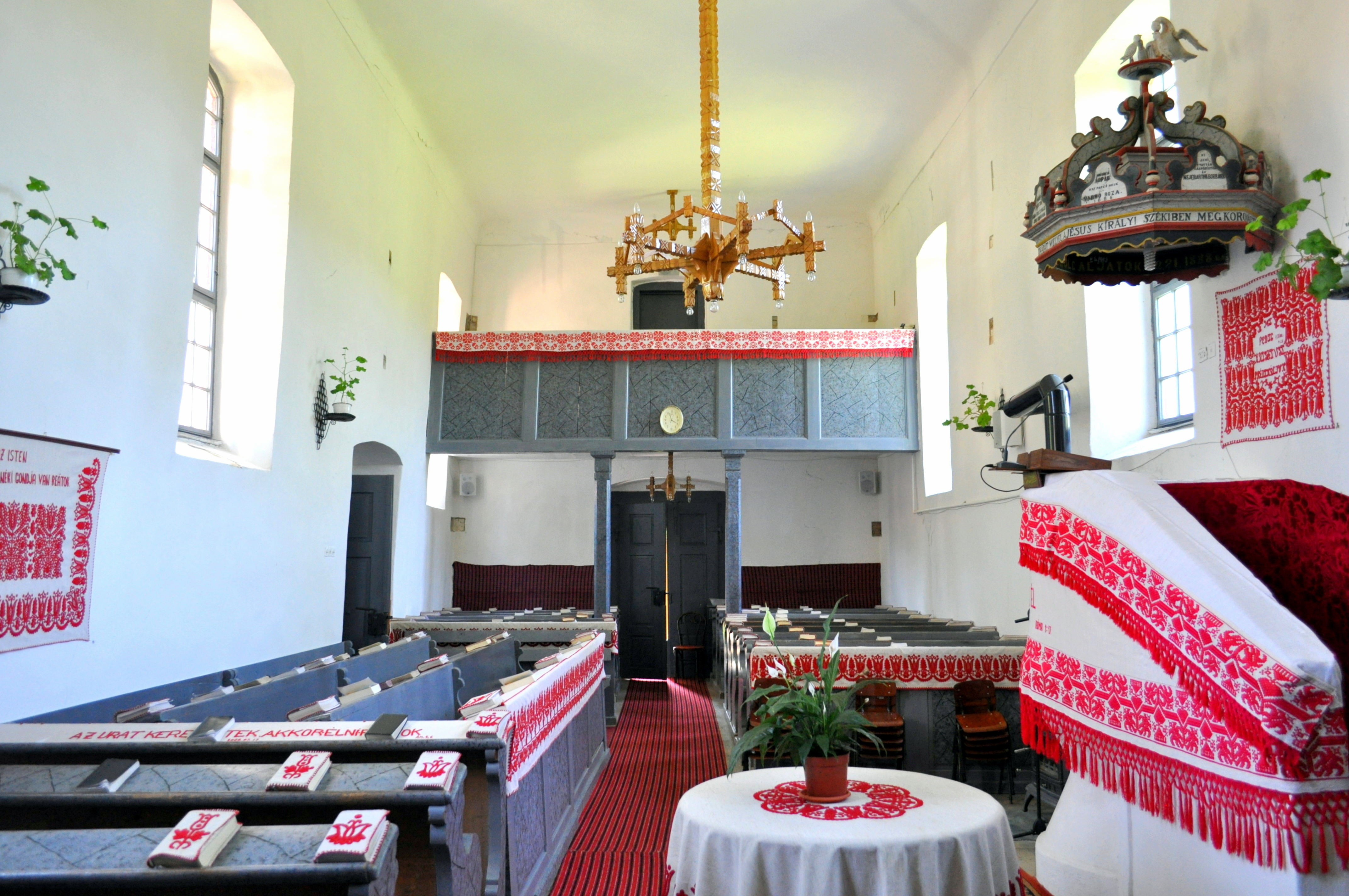
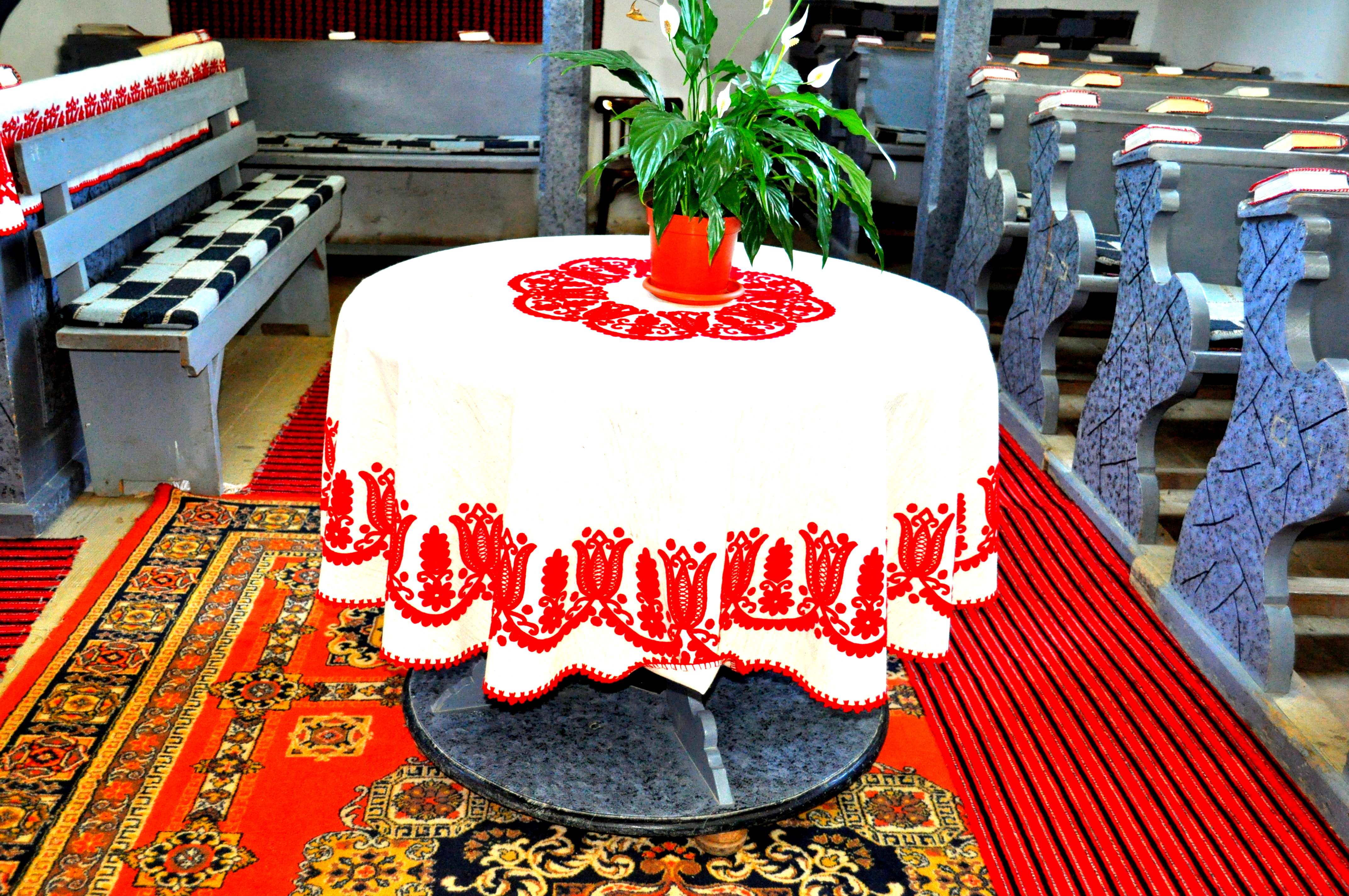
Masa Domnului
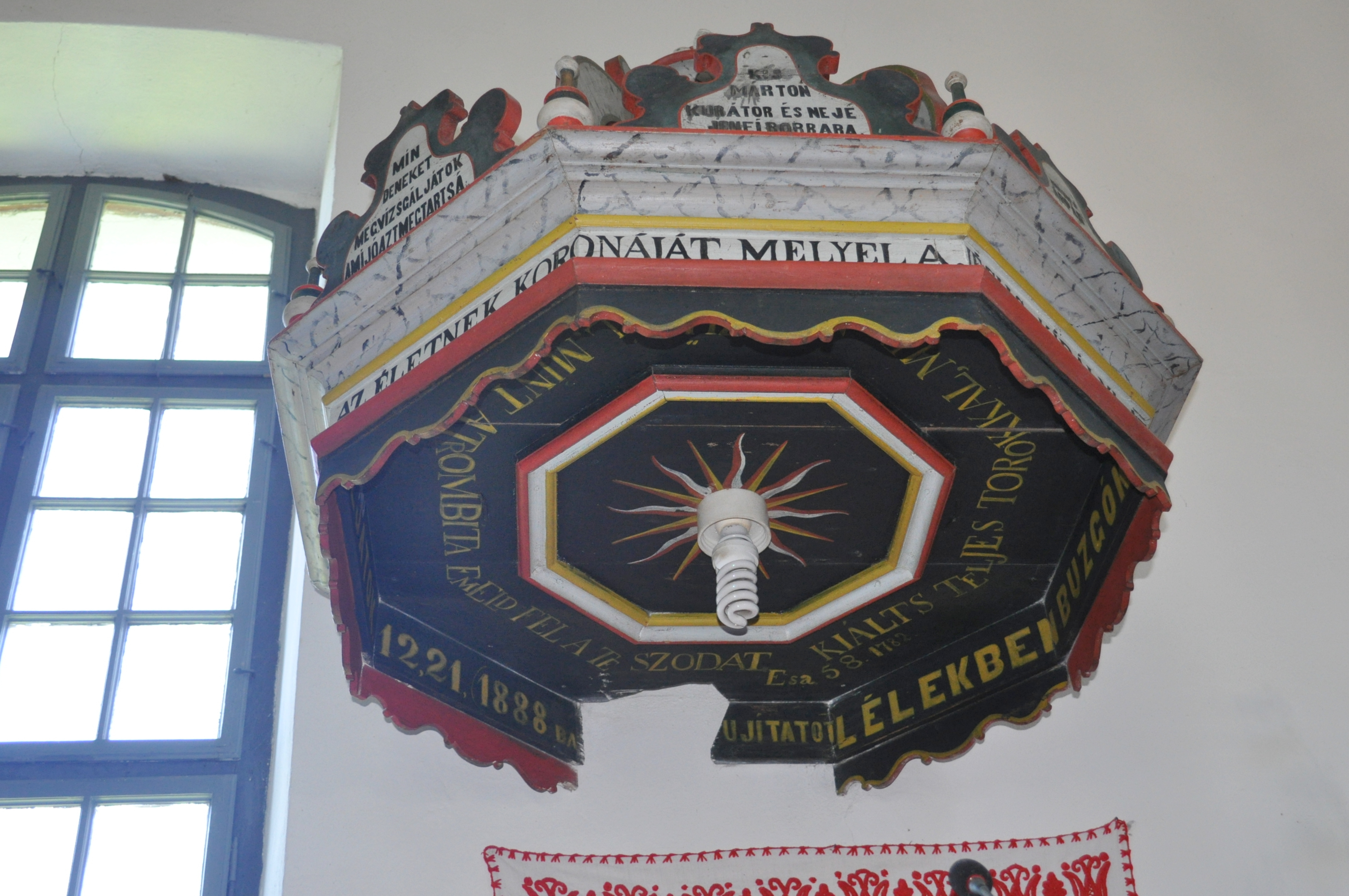
Coroana amvonului
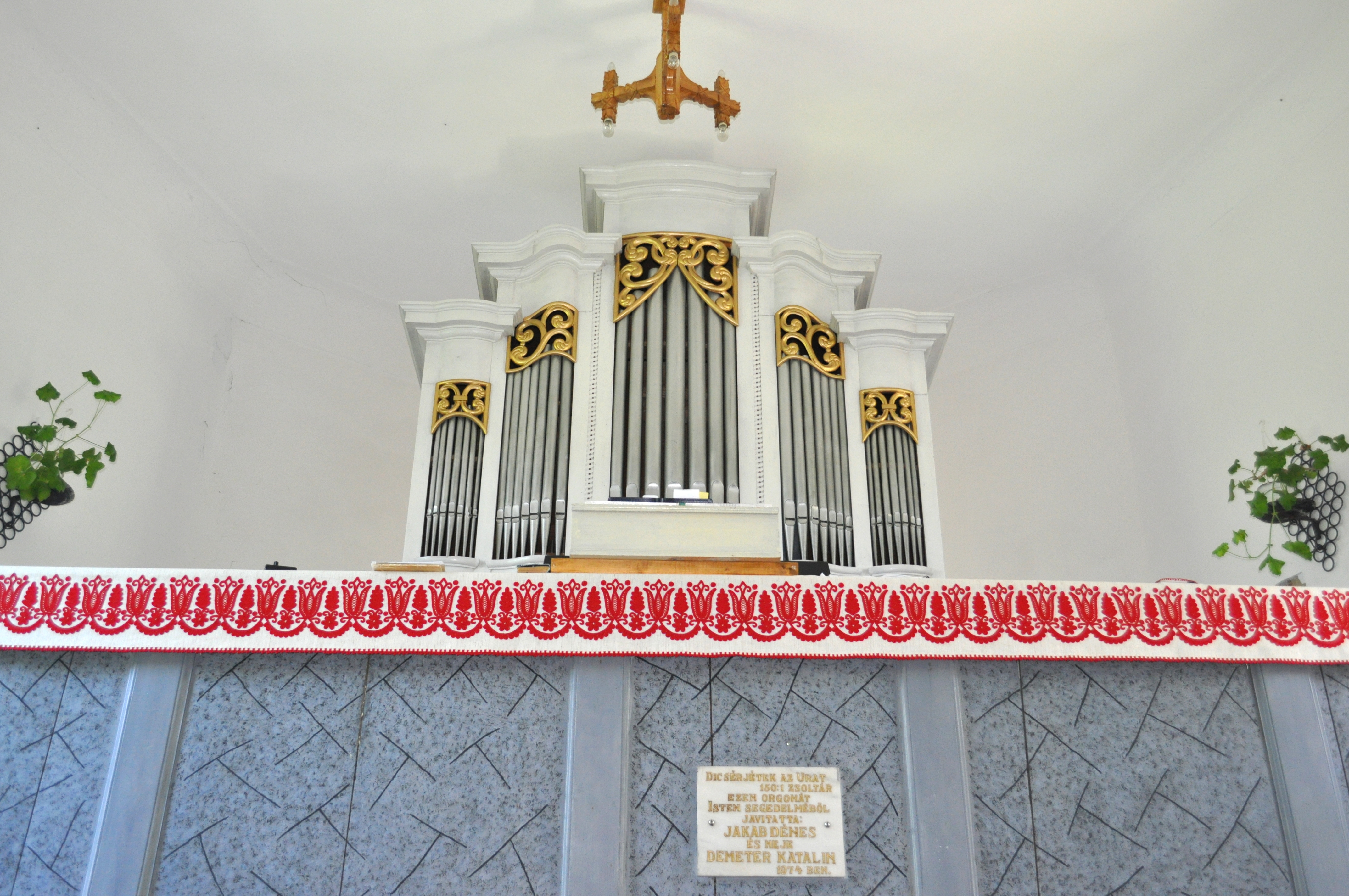
Orga
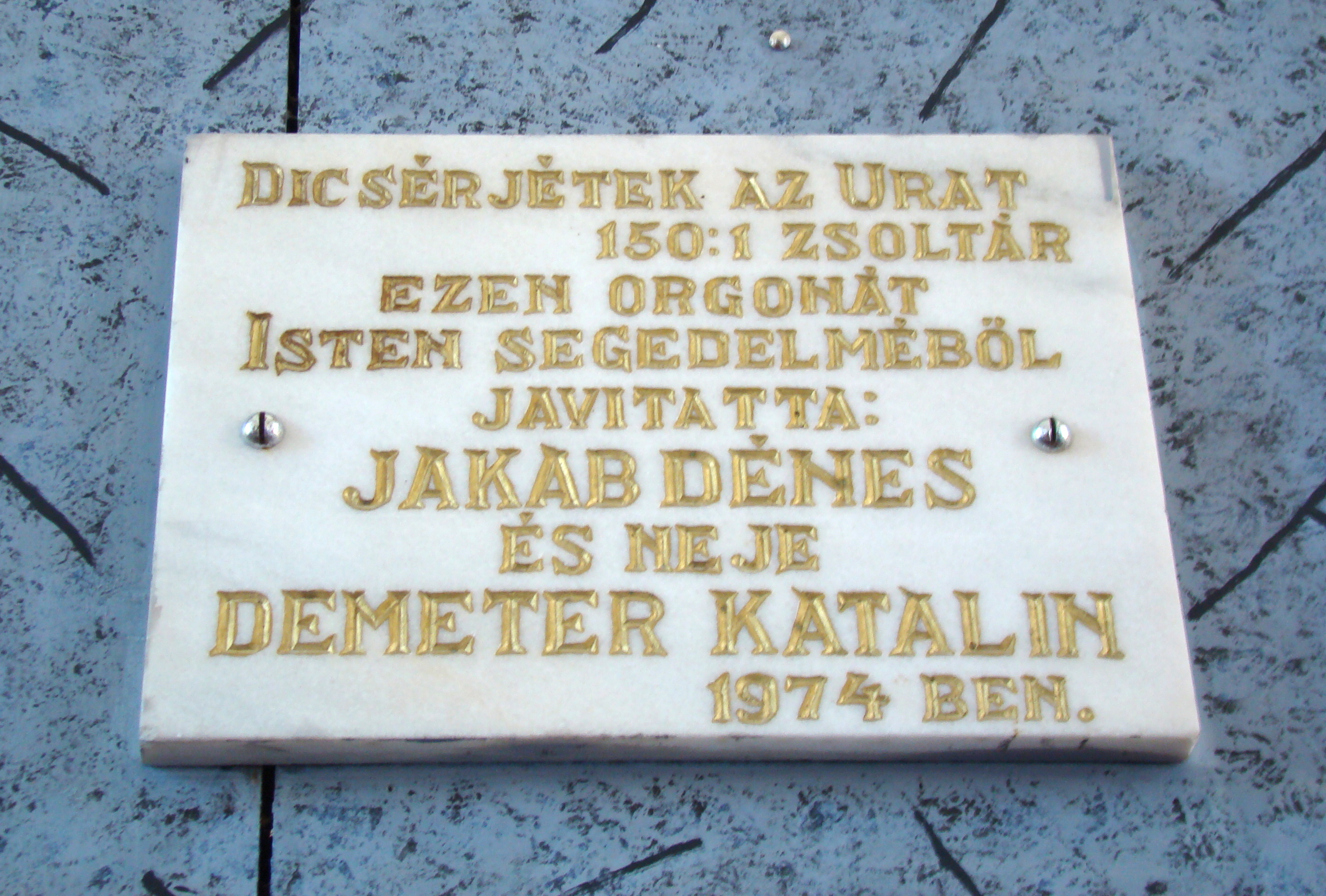
Placă comemorativă
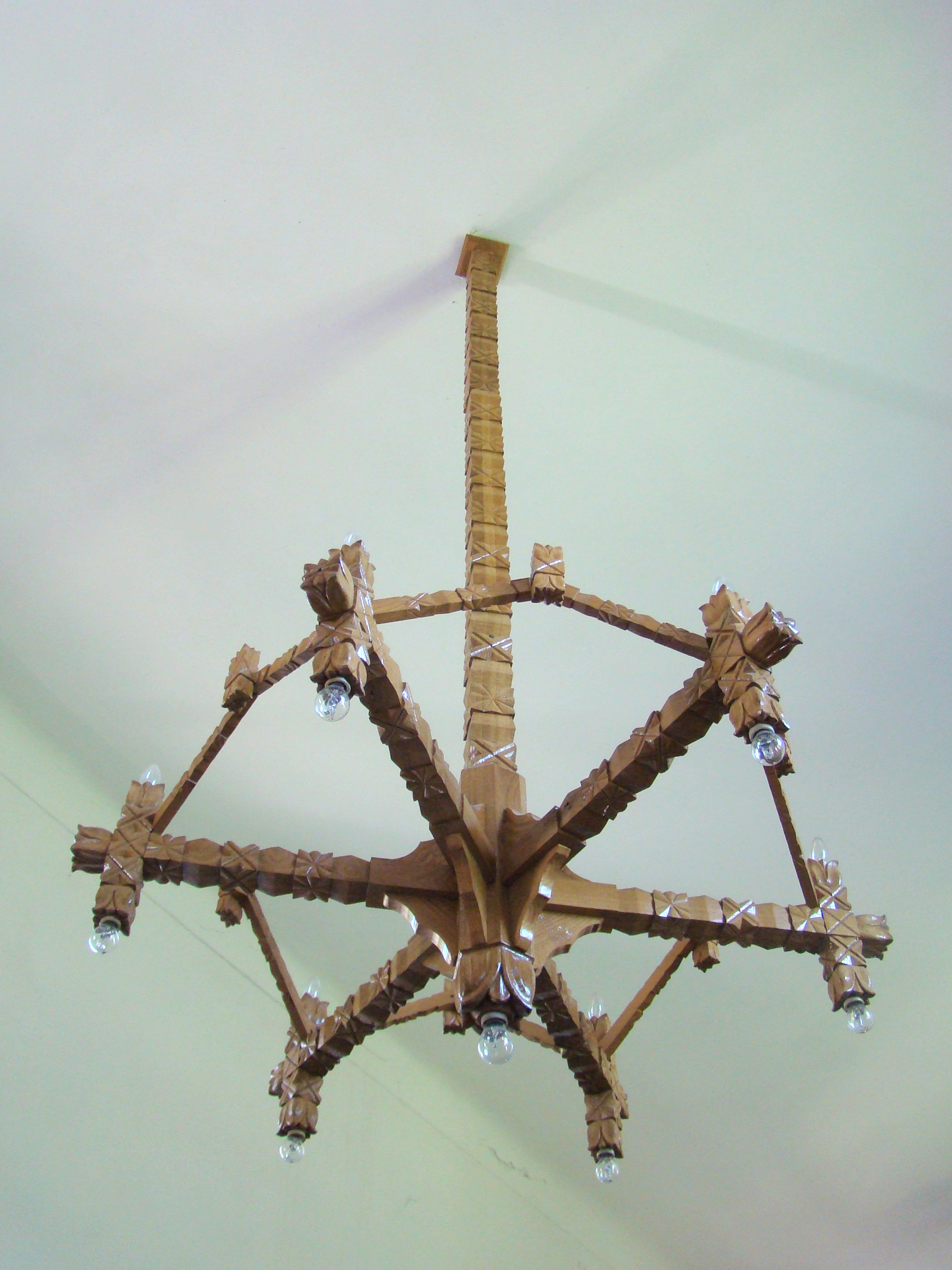
Candelabru
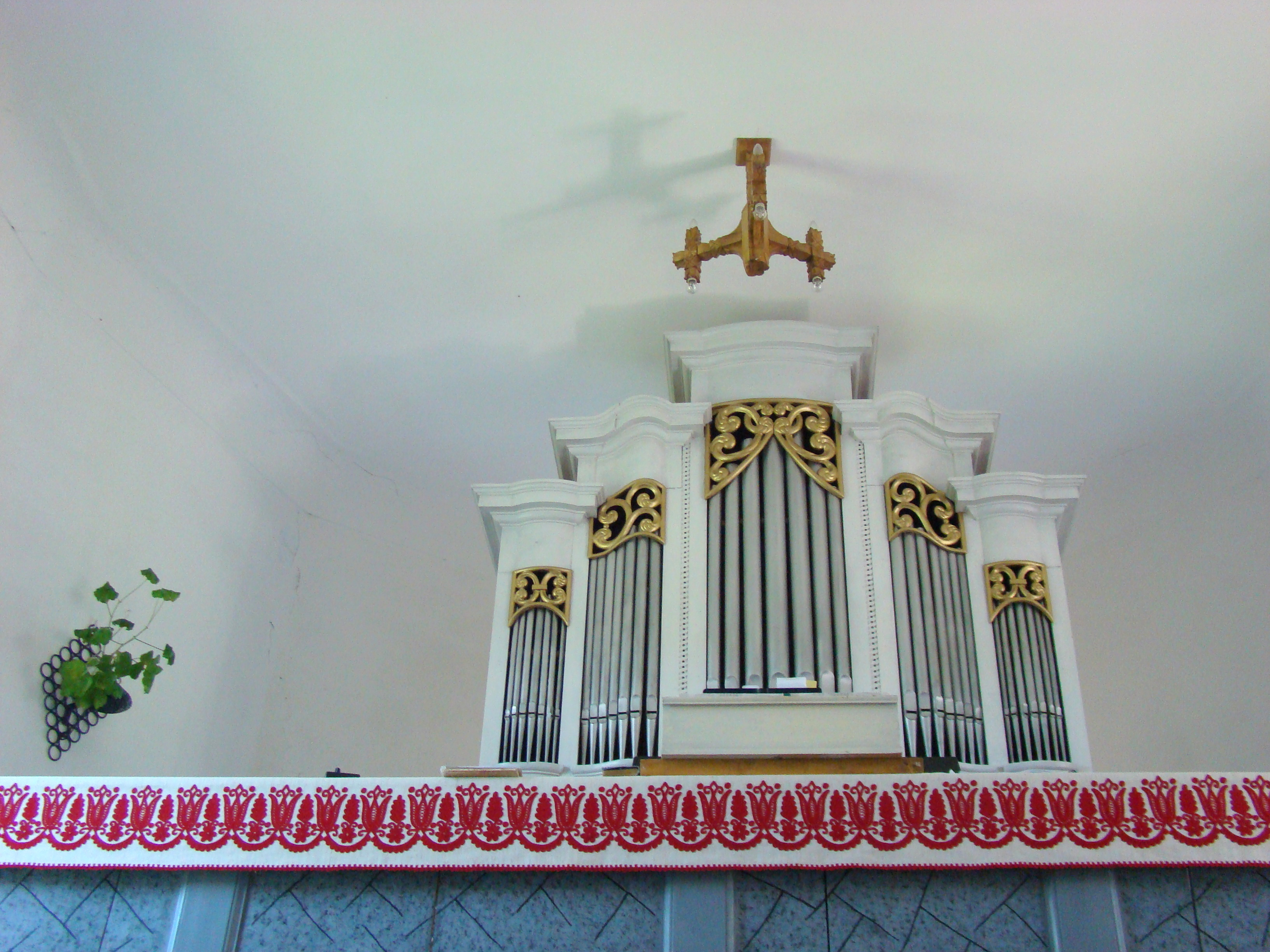
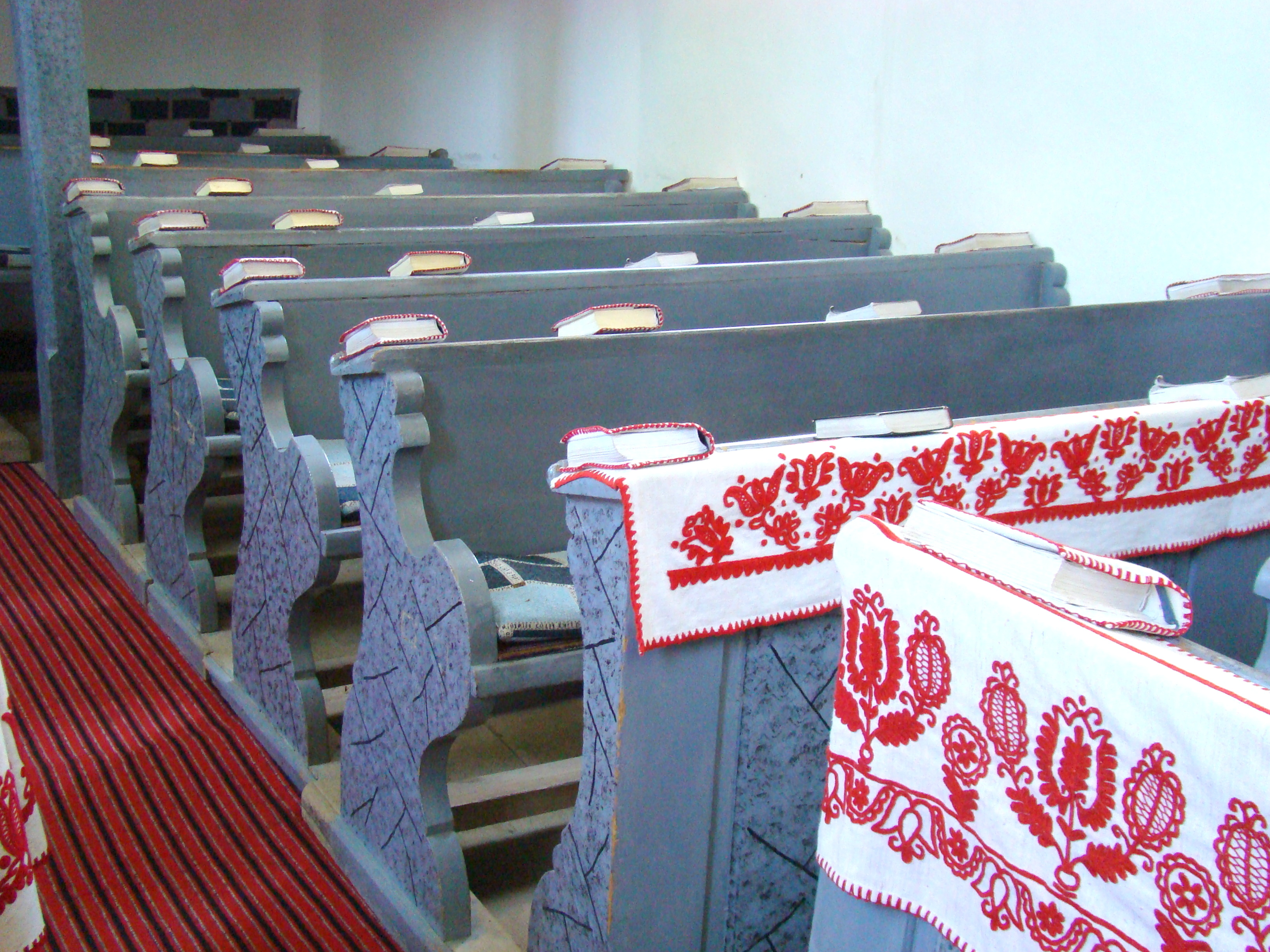
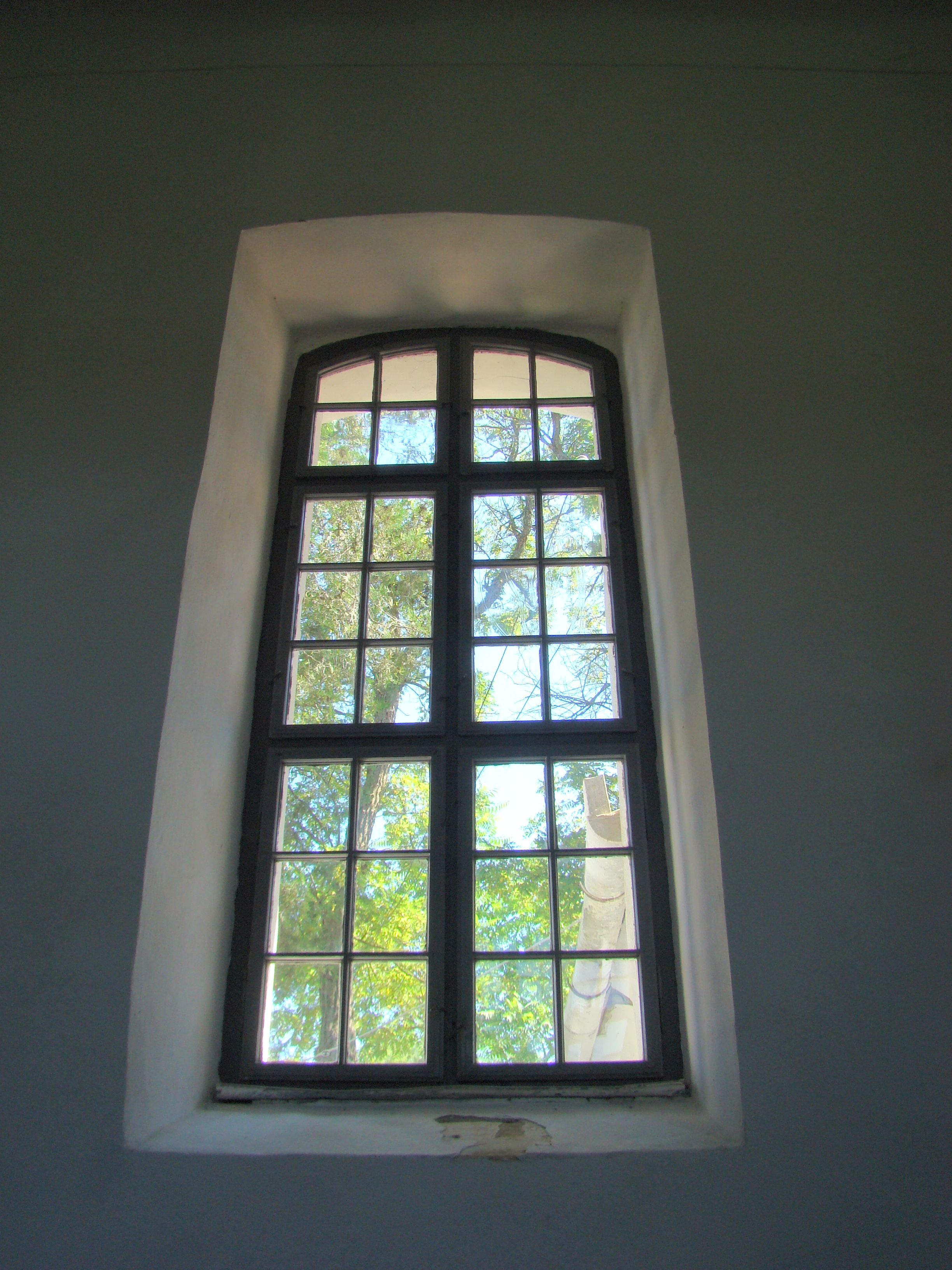
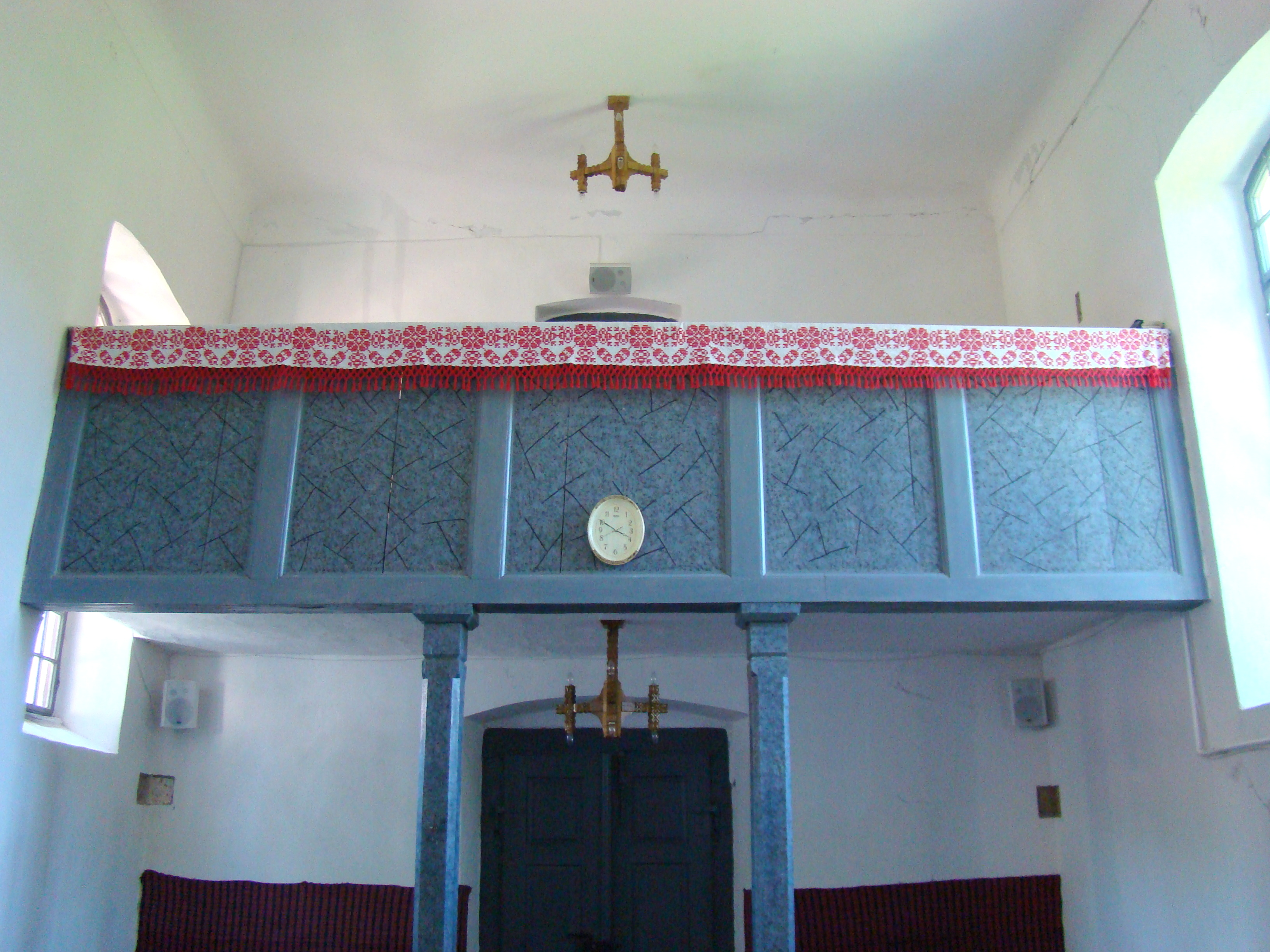
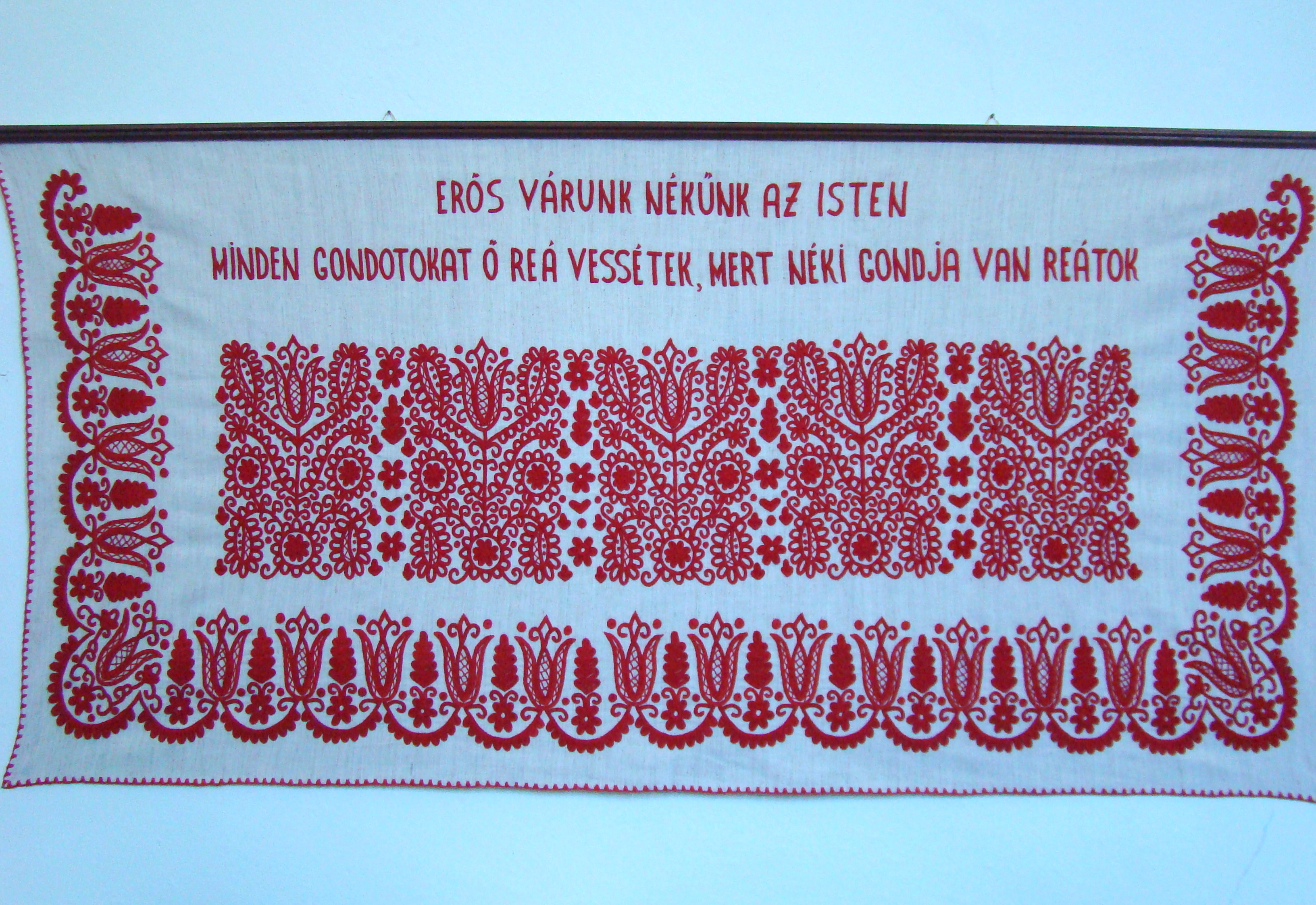
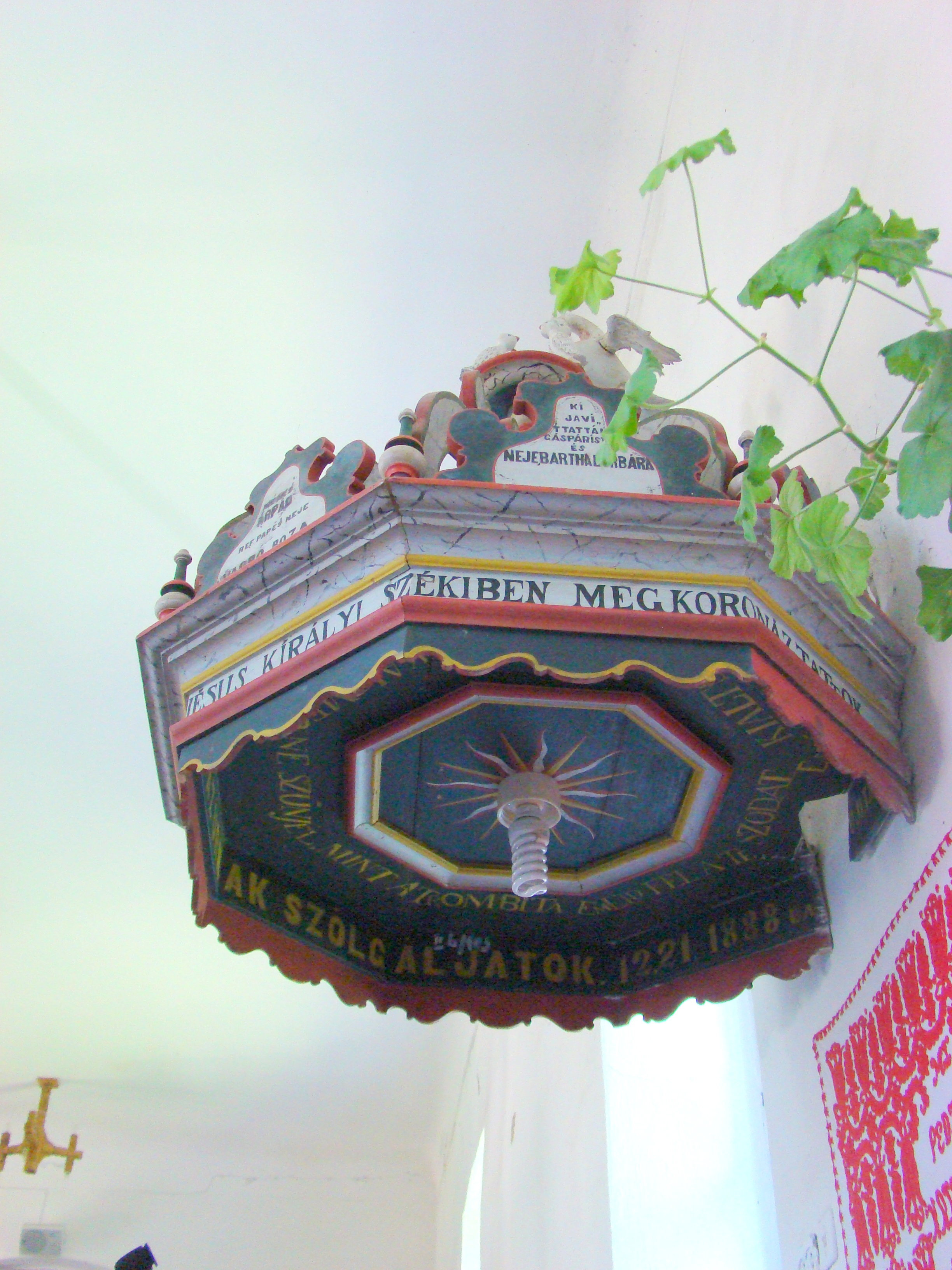
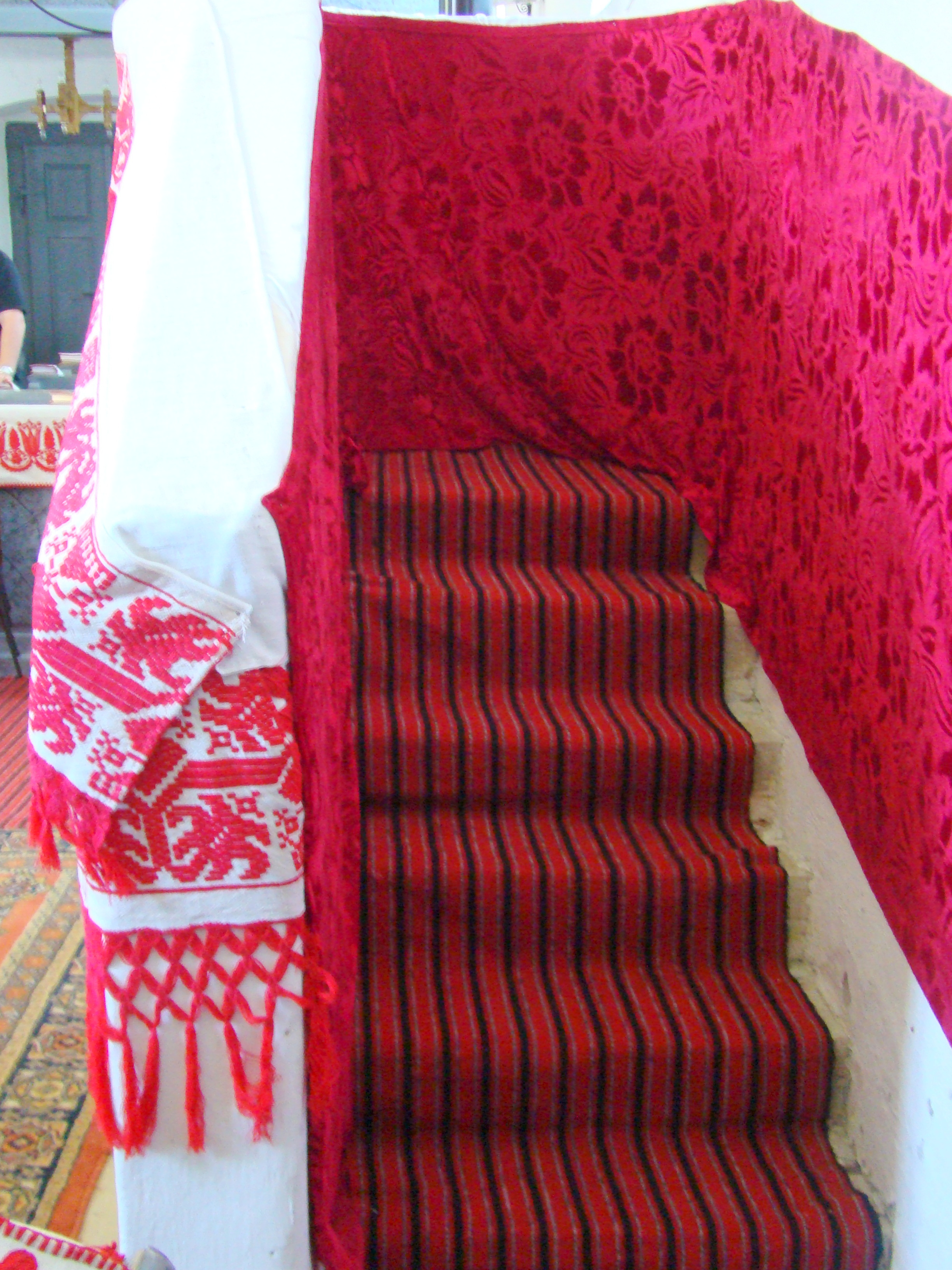
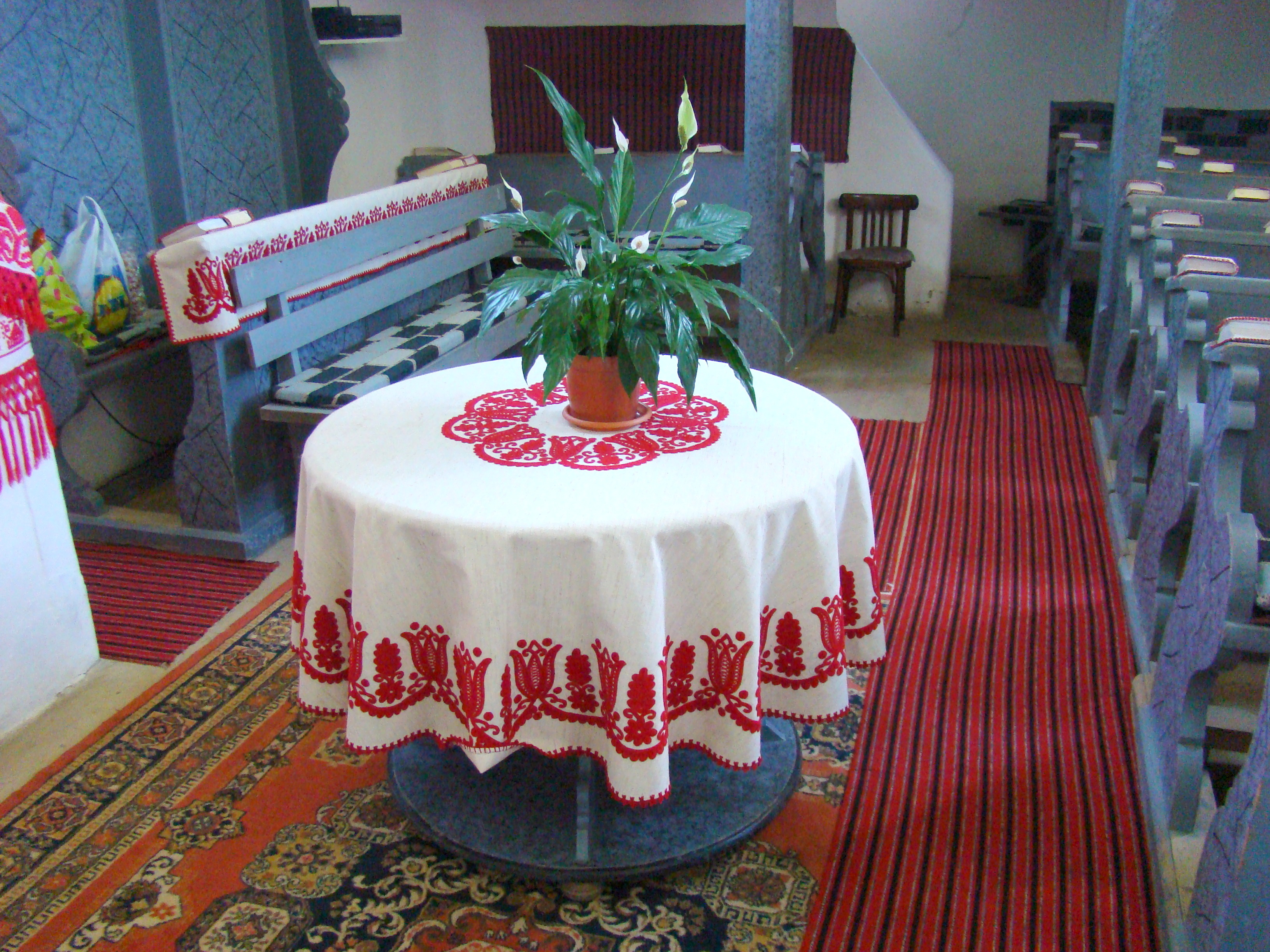
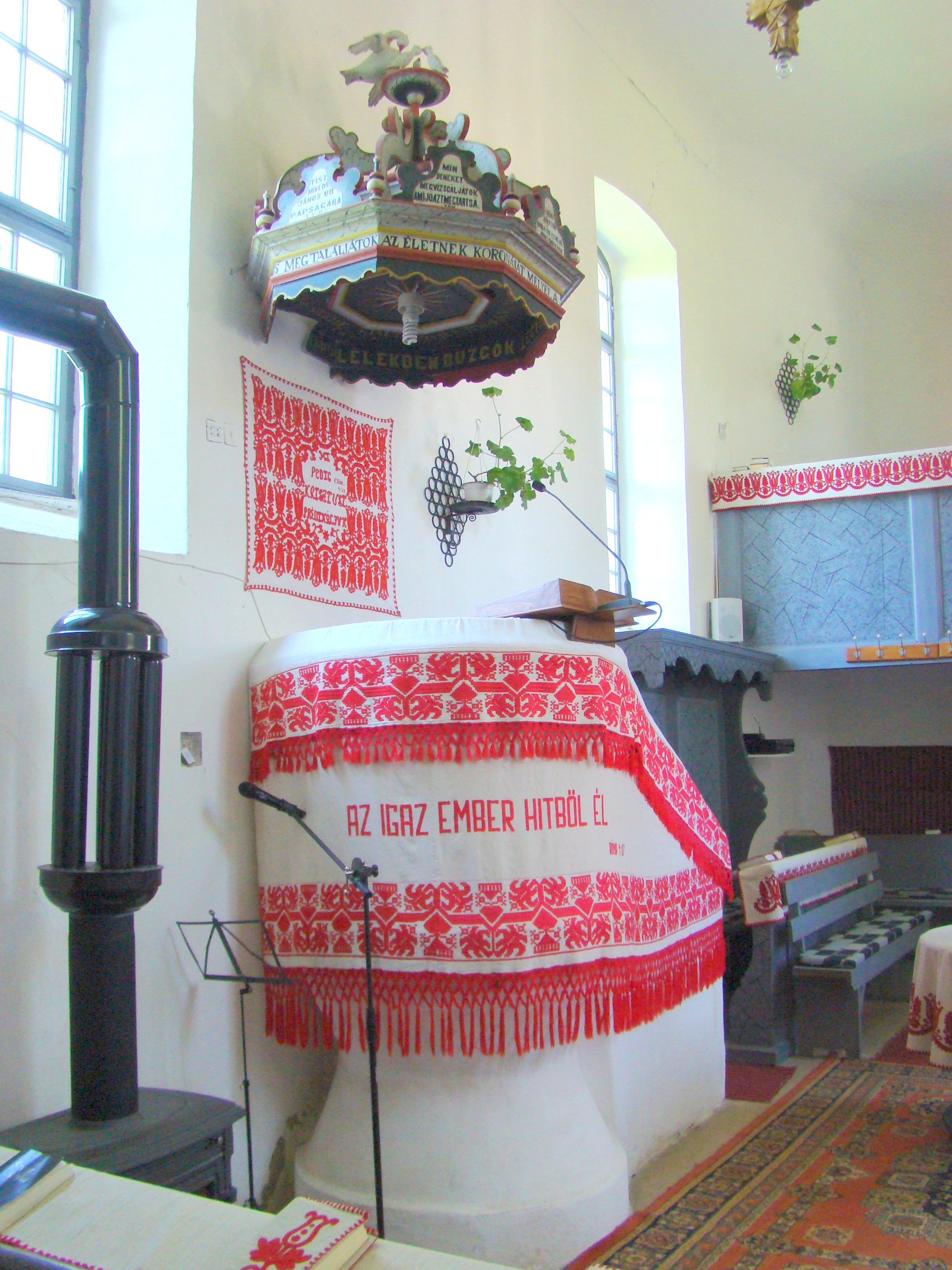
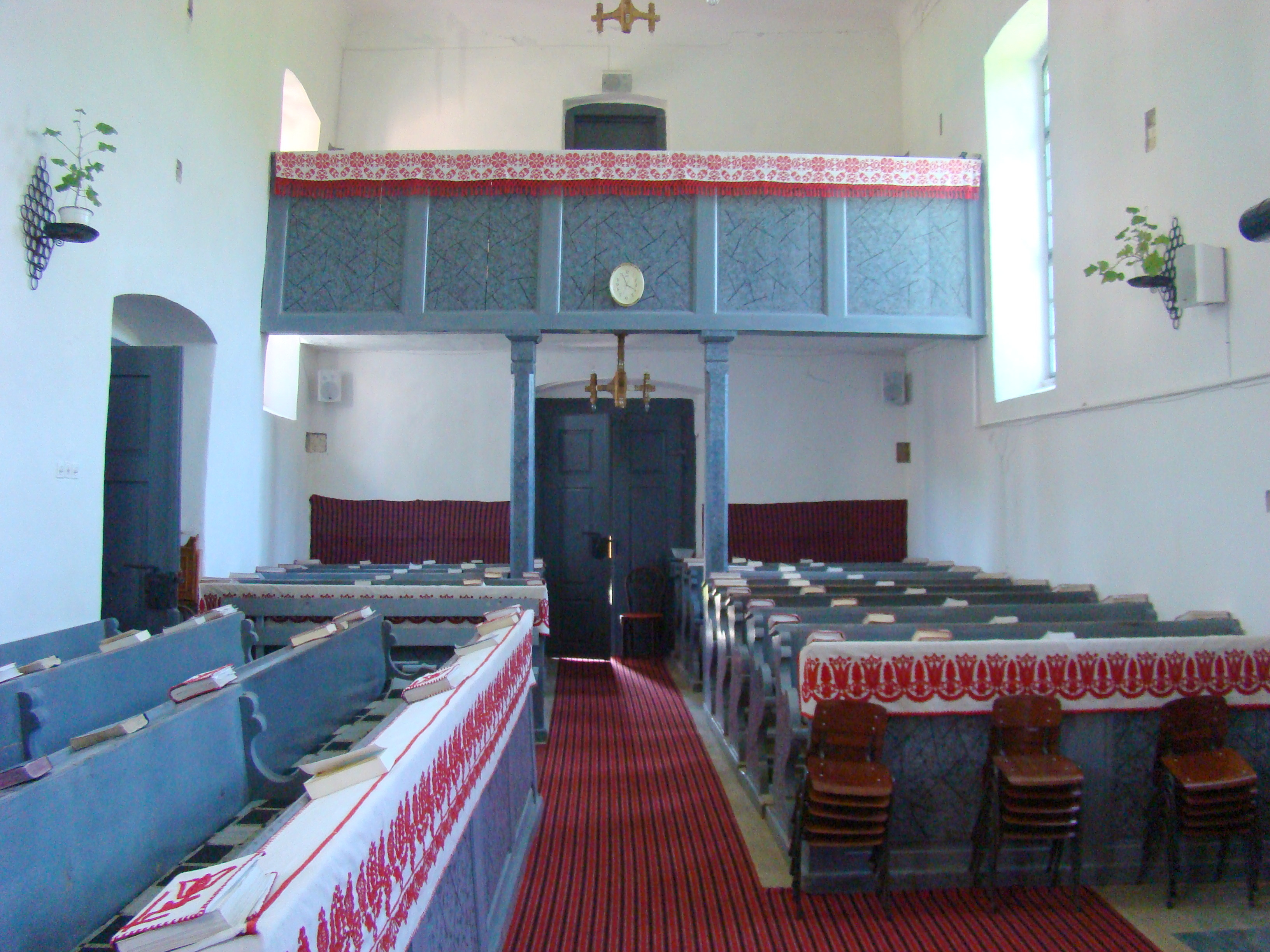
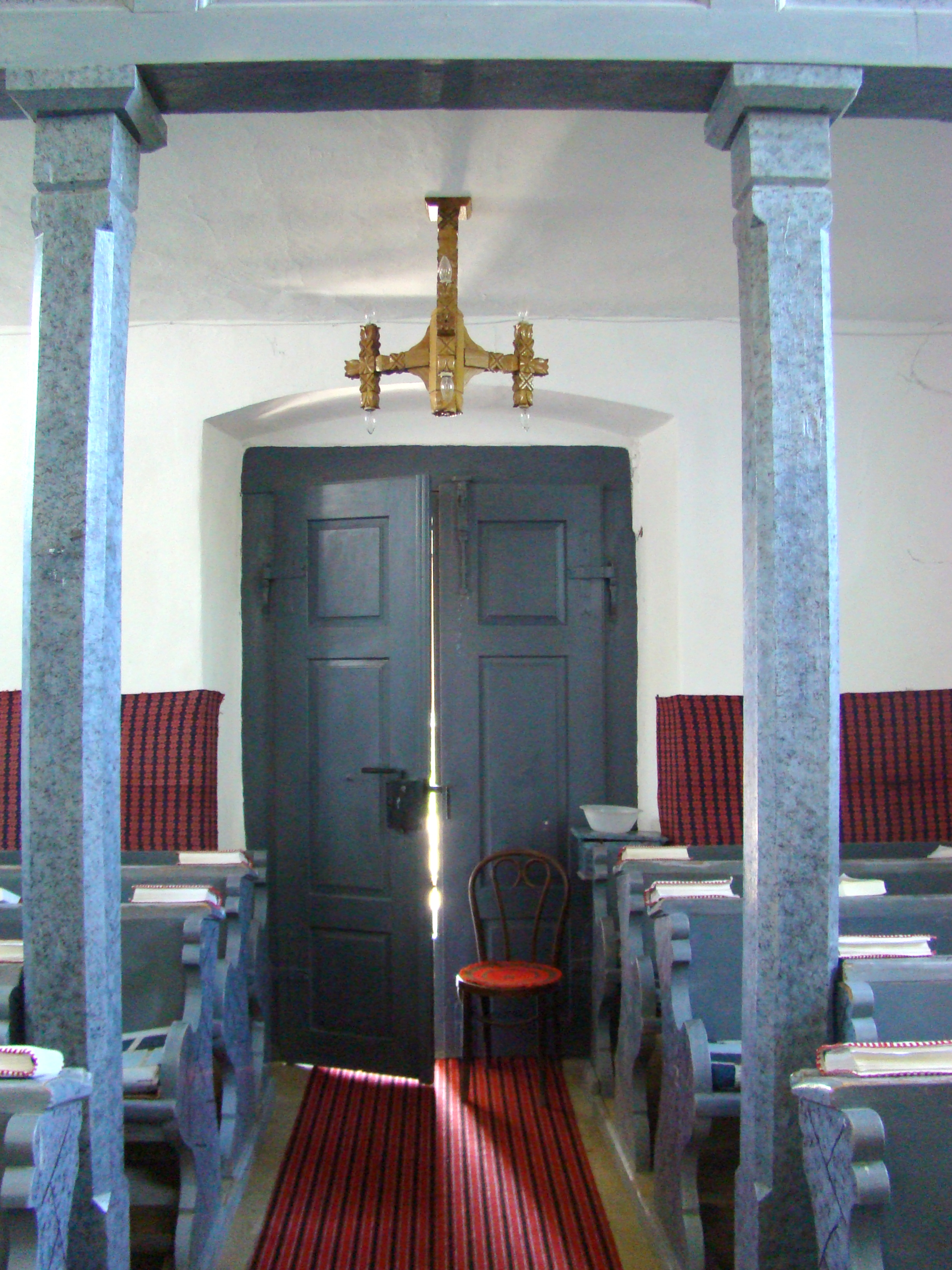
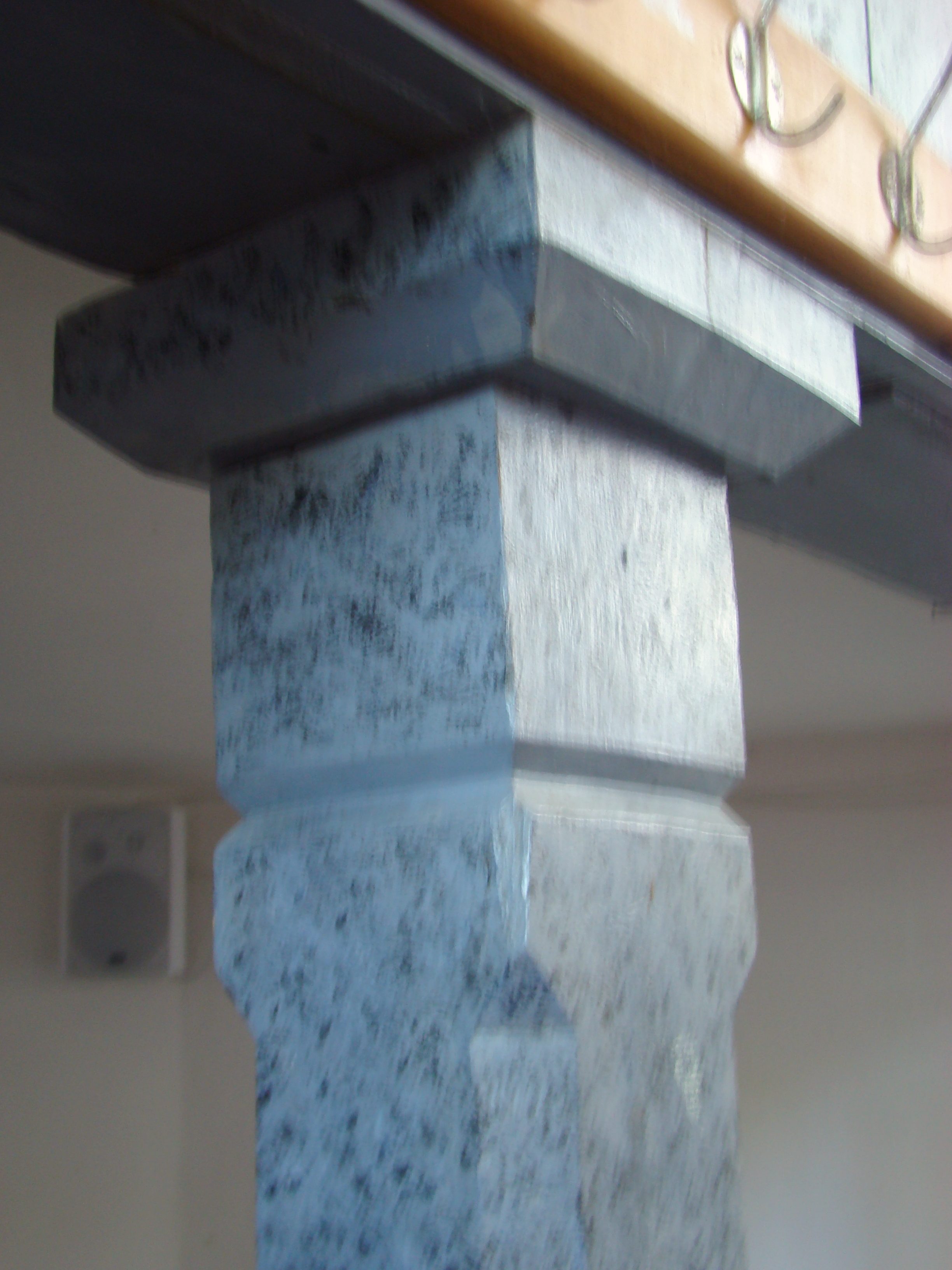
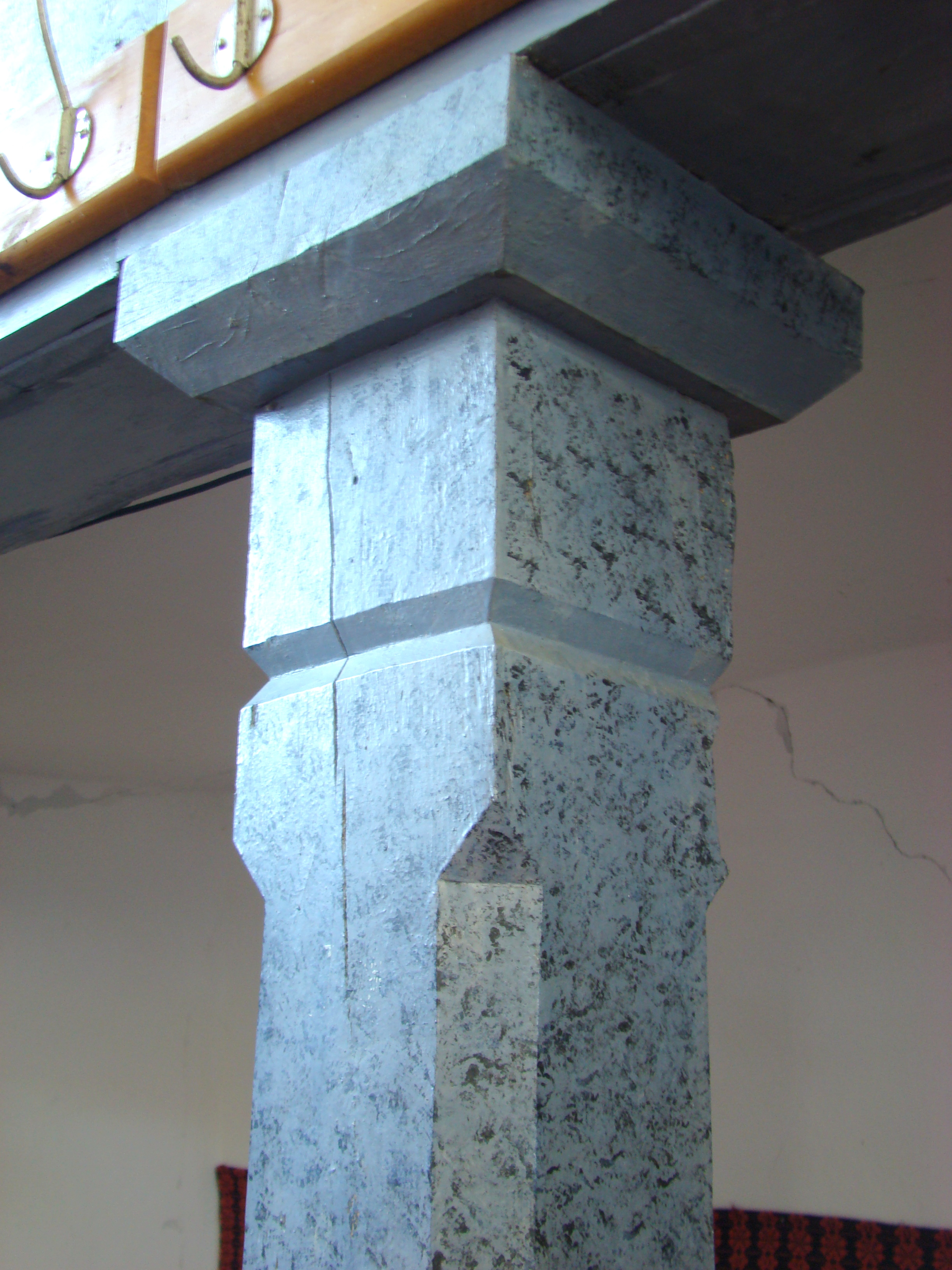
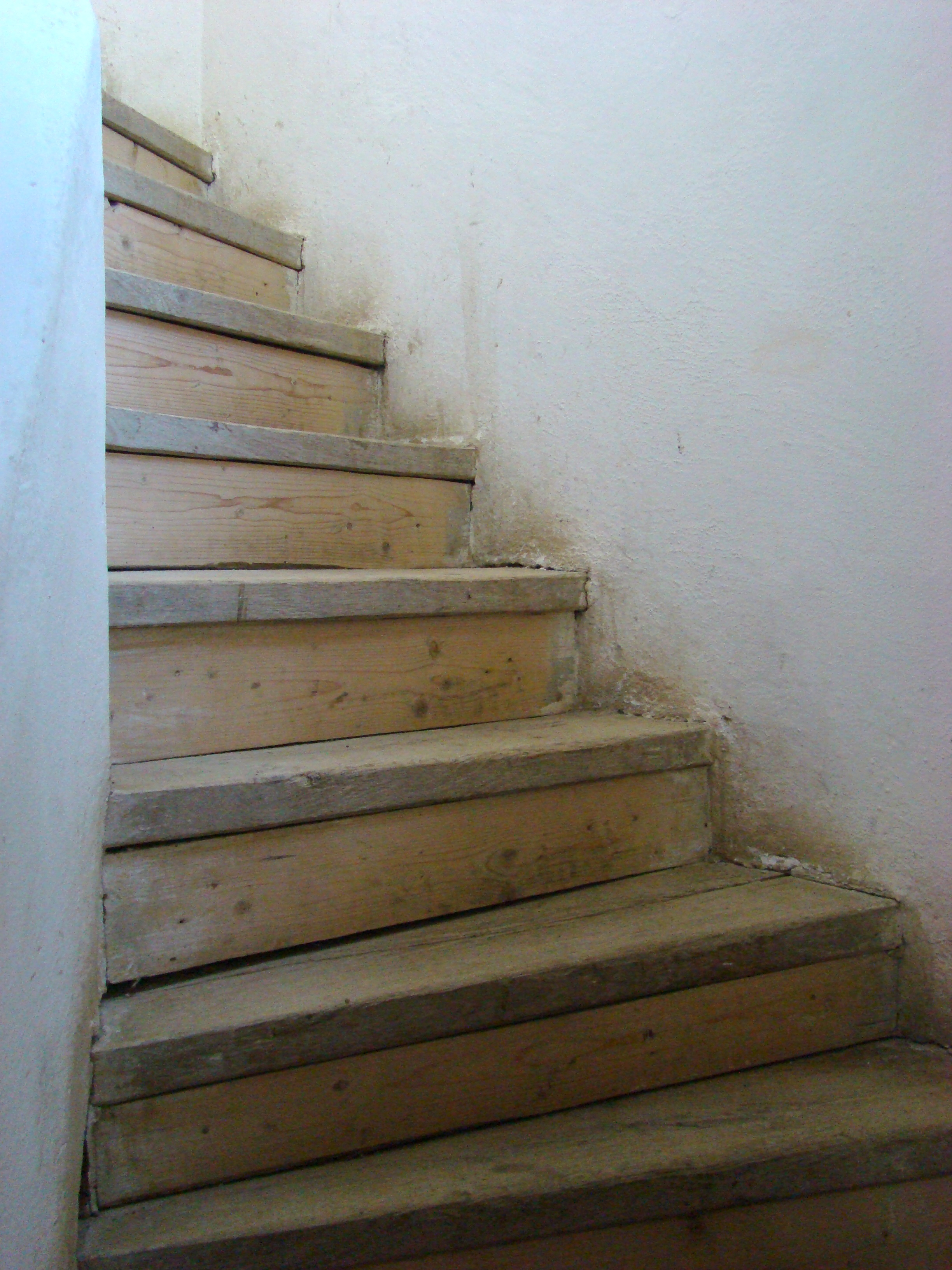
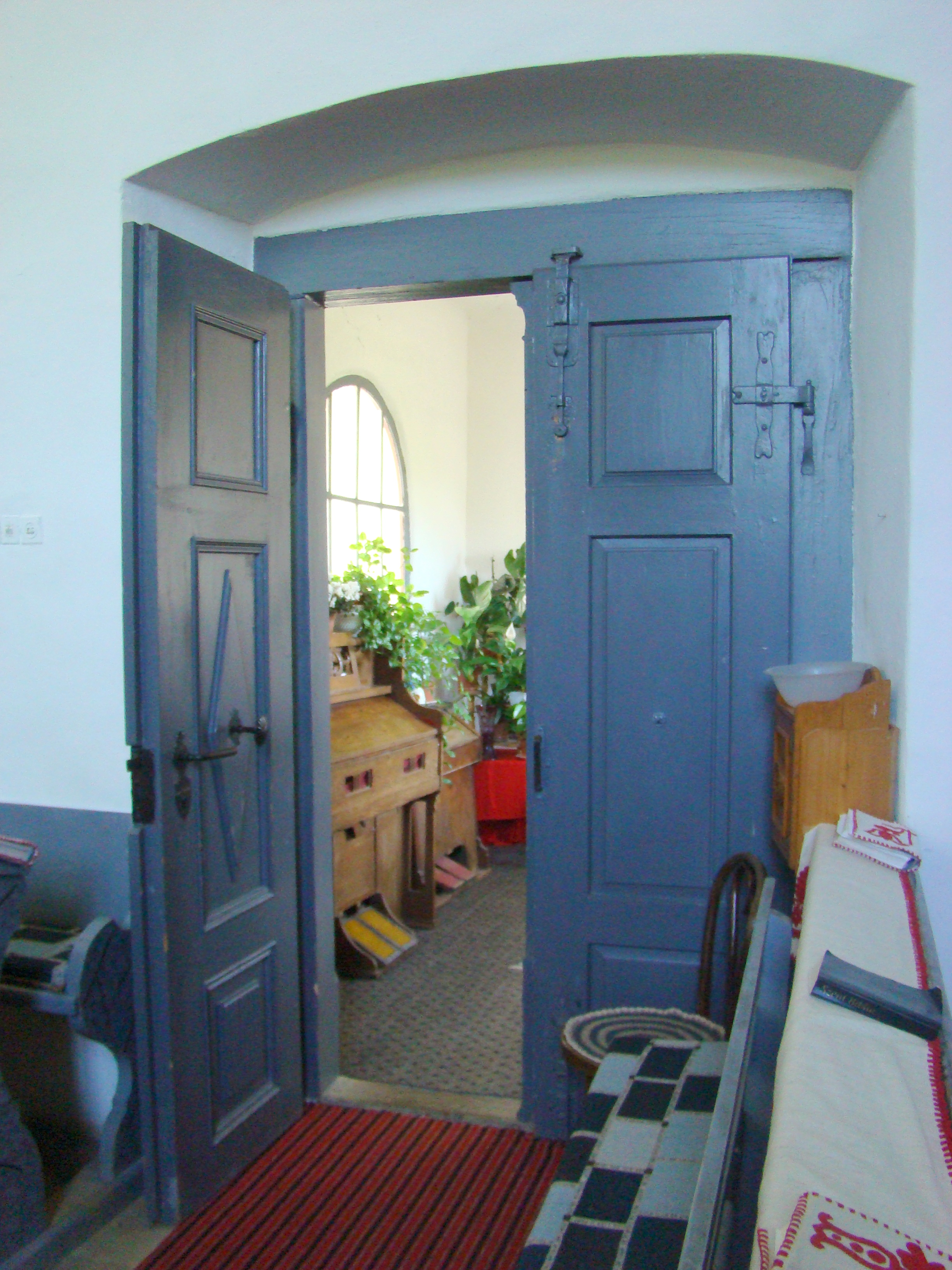
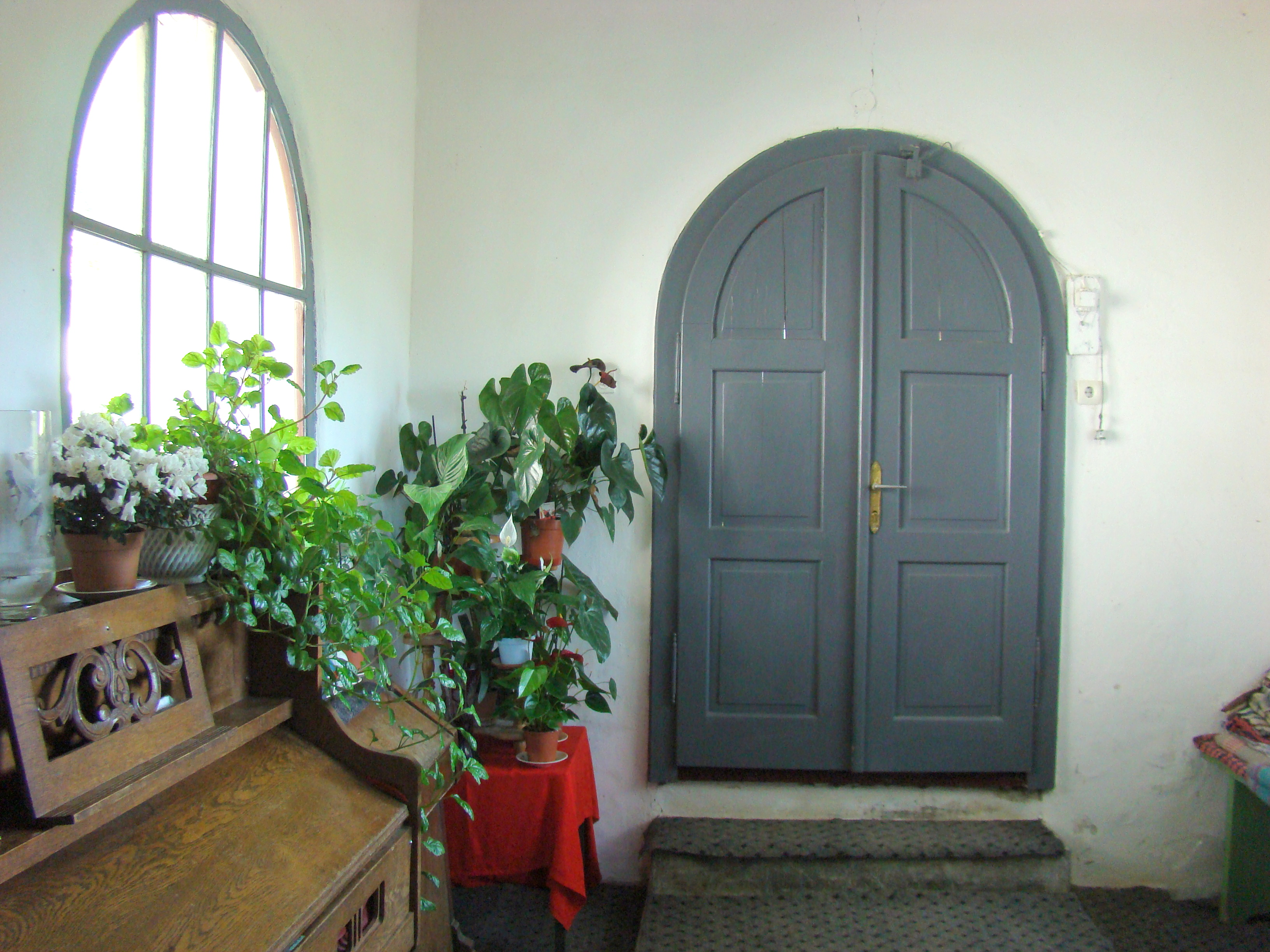
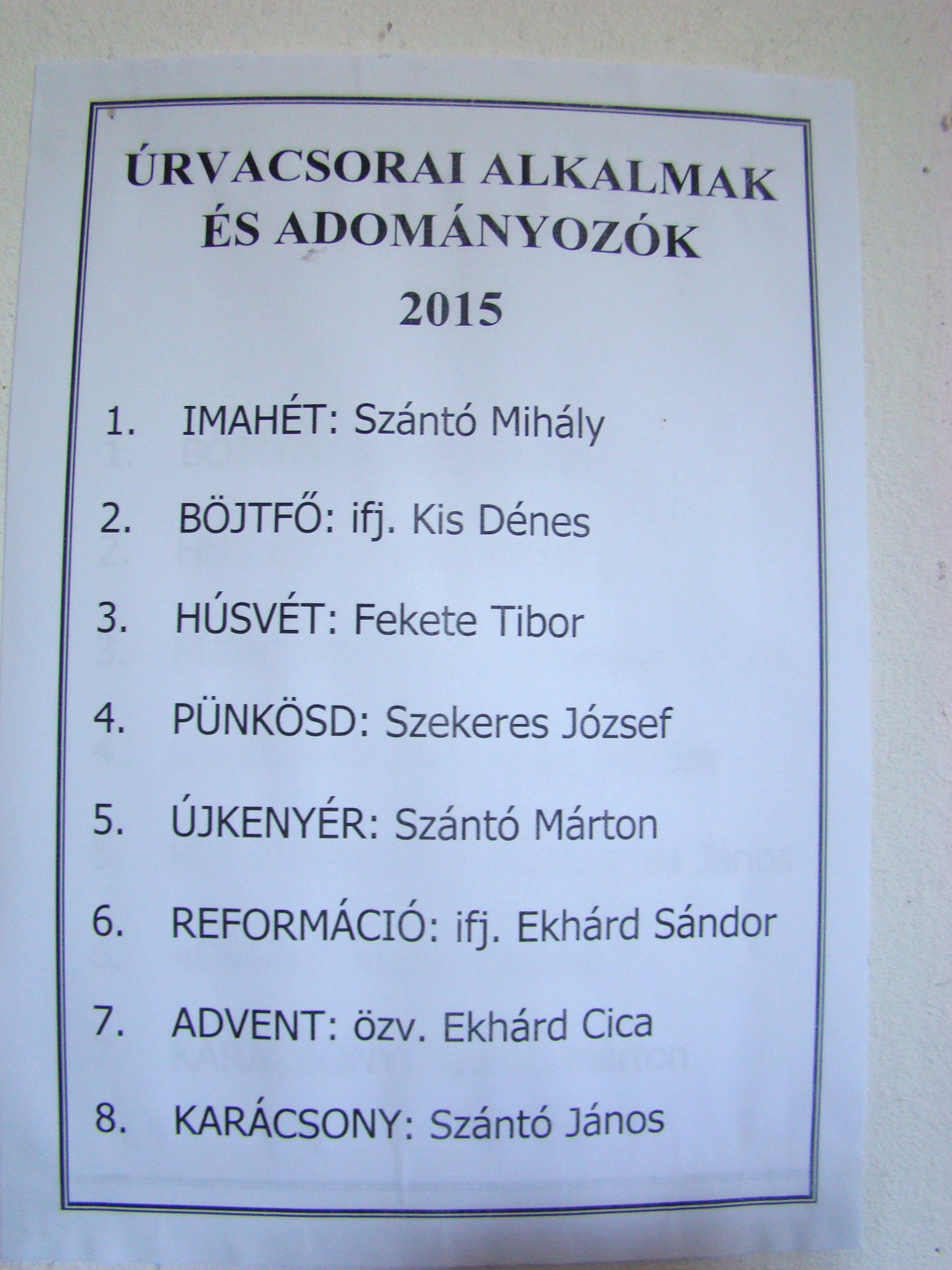